# Lista de espécies e gêneros de louva-a-deus
A seguinte lista de gêneros e espécies de Louva-a-deus encontra-se incompleta e será diferente das listas derivadas de antigas categorização taxonômicas.
A ordem que reúne os louva-a-deus tem mais de 2400 espécies conhecidas em cerca de 430 gêneros, dos quais a maioria é da família Mantidae. Até recentemente apenas a família Mantidae era reconhecida dentro desta ordem.
O projeto "Árvore da vida" é usado na maioria das referência (mas não a única) nas classificações taxonômicas aqui relacionados. Para citações de nomenclatura comuns e referências adicionais, consultar cada artigo separadamente.

## GênerosAcanthops
Alguns membros deste género são conhecidos como louva-a-deus-folha-morta.
- Acanthops bidens (Hebard, 1922)

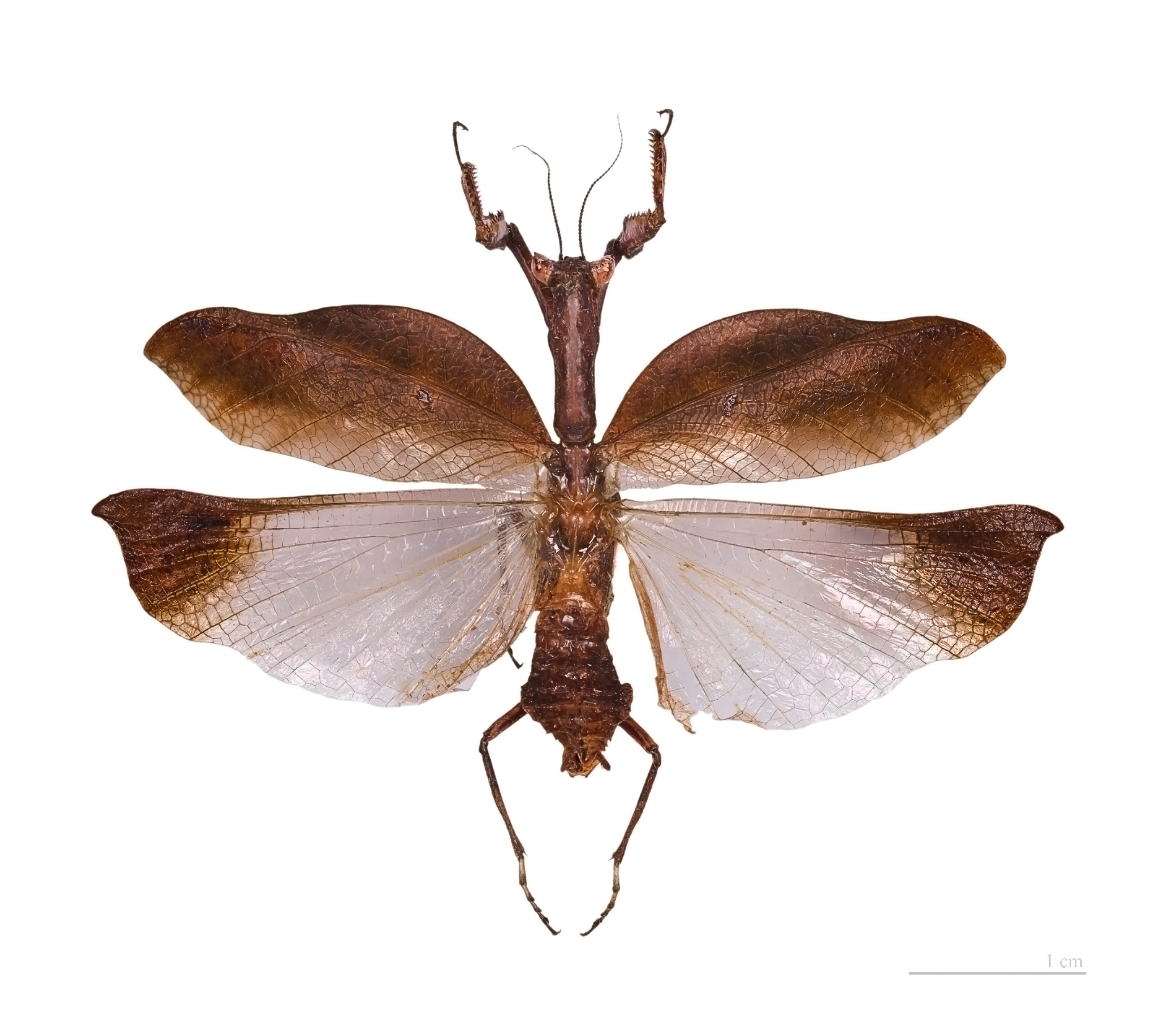
Macho adulto Acanthops falcataria

- Acanthops brunneri (Saussure, 1871)
- Acanthops boliviana (Chopard, 1916)
- Acanthops royi (Lombardo & Ippolito, 2004)
- Acanthops centralis (Lombardo & Ippolito, 2004)
- Acanthops contorta (Gerstaecker, 1889)
- Acanthops falcataria (Goeze, 1778)
- Acanthops falcata (Stal, 1877)
- Acanthops fuscifolia (Olivier, 1792)
- Acanthops erosa (Serville, 1839)
- Acanthops elegans (Lombardo & Ippolito, 2004)
- Acanthops erosula (Stal, 1877)
- Acanthops godmani (Saussure & Zehntner, 1894)
- Acanthops occidentalis (Lombardo & Ippolito, 2004)
- Acanthops onorei (Lombardo & Ippolito, 2004)
- Acanthops parafalcata (Lombardo & Ippolito, 2004)
- Acanthops parva (Beier, 1941)
- Acanthops oukana (Roy, 2002)
- Acanthops tuberculata (Saussure, 1870)

## GêneroAcontista
- Acontista amazonica
- Acontista amoenula
- Acontista brevipennis
- Acontista cayennensis
- Acontista championi
- Acontista chopardi
- Acontista concinna
- Acontista cordillerae
- Acontista cubana
- Acontista ecuadorica
- Acontista eximia
- Acontista festae
- Acontista fraterna
- Acontista inquinata
- Acontista iriodes
- Acontista maroniensis
- Acontista mexicana
- Acontista minima
- Acontista multicolor
- Acontista piracicabensis
- Acontista quadrimaculata
- Acontista rehni
- Acontista semirufa
- Acontista travassosi
- Acontista vitrea

## GenêroAcromantis
Algumas espécies são conhecidas como Louva-a-deus-flor.
- Acromantis australis (Saussure, 1871)
- Acromantis dyaka (Hebard, 1920)
- Acromantis elegans (Lombardo, 1993)
- Acromantis formosana (Shiraki, 1911) Louva-adeus-flor de Taiwan [1], língua japonesa 台灣姬螳螂 [2])
- Acromantis gestri (Giglio-Tos, 1915) Thai Boxer Mantis [3] Thailand Boxer Praying Mantis, [4] Sumatran Acromantis
- Acromantis grandis (Beier, 1930)
- Acromantis hesione (Stal, 1877)
- Acromantis indica (Giglio-Tos, 1915)
- Acromantis insularis (Giglio-Tos, 1915)
- Acromantis japonica (Westwood, 1889) Japanese Boxer Mantis
- Acromantis lilii (Werner, 1922)
- Acromantis luzonica (Hebard, 1920)
- Acromantis montana (Giglio-Tos, 1915)
- Acromantis moultoni (Giglio-Tos, 1915)
- Acromantis nicobarica (Mukherjee, 1995)
- Acromantis oligoneura (Haan, 1942)
- Acromantis palauana (Beier, 1972)
- Acromantis philippina (Beier, 1966)
- Acromantis satsumensis (Matsumura, 1913)
- Acromantis siporana (Giglio-Tos, 1915)

## GêneroAethalochroa
Membros desse gênero são comumente chamados Bicho-pau.
- Aethalochroa affinis

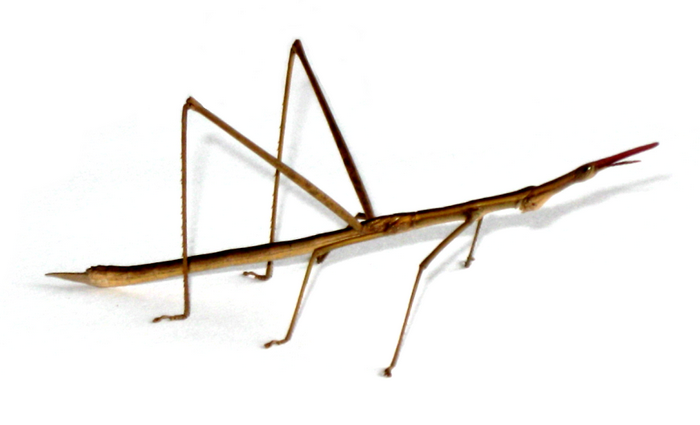
Bicho-pau

- Aethalochroa ashmoliana (Bicho-pau iraniano)
- Aethalochroa insignis (Bicho-pau indiano)
- Aethalochroa simplicipes
- Aethalochroa spinipes

## GêneroAlalomantis
- Alalomantis coxalis
- Alalomantis muta

## GêneroAmantis
Estas espécies são nativas da Asia e das ilhas do oceano pacífico.
- Amantis aeta
- Amantis aliena
- Amantis basilana
- Amantis biroi
- Amantis bolivarii
- Amantis fuliginosa
- Amantis fumosa
- Amantis gestri
- Amantis hainanensis
- Amantis indica
- Amantis irina
- Amantis lofaoshanensis
- Amantis longipennis
- Amantis malabarensis
- Amantis malayana
- Amantis nawai
- Amantis philippina
- Amantis reticulata
- Amantis saussurei
- Amantis subirina
- Amantis testacea
- Amantis tristis
- Amantis vitalisi
- Amantis wuzhishana

## GêneroAmeles

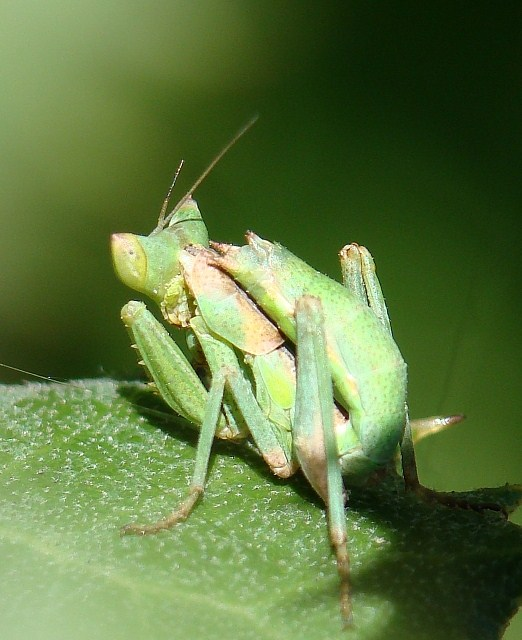
Ameles spallanzania, Louva-a-deus anão europeu

Espécies encontradas na África, Asia, e Europa.
- Ameles aegyptiaca
- Ameles africana
- Ameles arabica
- Ameles assoi
- Ameles crassinervis
- Ameles cyprica
- Ameles decolor
- Ameles dumonti
- Ameles fasciipennis
- Ameles gracilis
- Ameles heldreichi
- Ameles kervillei
- Ameles limbata
- Ameles maroccana
- Ameles modesta
- Ameles moralesi
- Ameles persa
- Ameles picteti
- Ameles poggii
- Ameles spallanzania (louva-a-deus anão europeu)[6]
- Ameles syriensis
- Ameles taurica
- Ameles wadisirhani

## GêneroAmorphoscelis

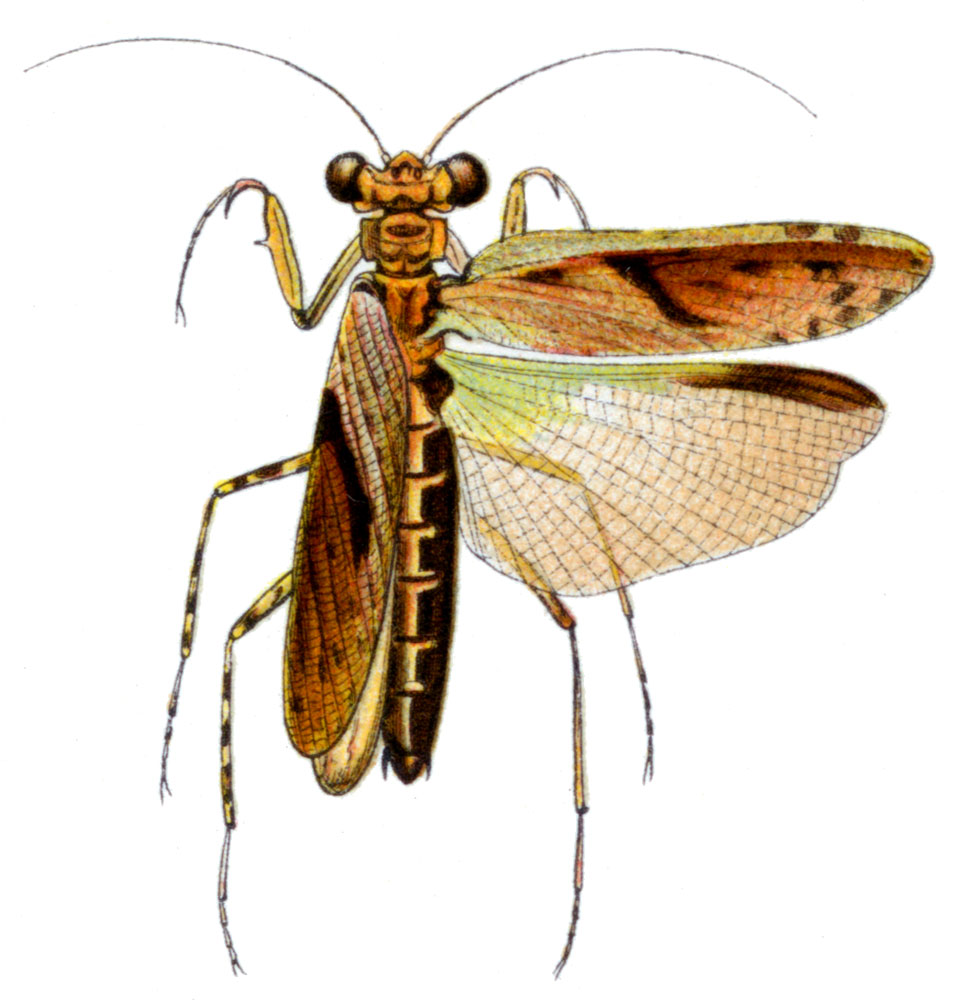
Amorphoscelis elegans

Amorphoscelis espécies naturais da África, India, Indonésia, e das Filipinas.
- Amorphoscelis abyssinica
- Amorphoscelis angolica
- Amorphoscelis annulicornis
- Amorphoscelis austrogermanica
- Amorphoscelis borneana
- Amorphoscelis brunneipennis
- Amorphoscelis ceylonica
- Amorphoscelis chinensis
- Amorphoscelis chopardi
- Amorphoscelis elegans
- Amorphoscelis griffini
- Amorphoscelis grisea
- Amorphoscelis javana
- Amorphoscelis lamottei
- Amorphoscelis laxeretis
- Amorphoscelis machadoi
- Amorphoscelis naumanni
- Amorphoscelis nigriventer
- Amorphoscelis nubeculosa
- Amorphoscelis opaca
- Amorphoscelis orientalis
- Amorphoscelis pallida
- Amorphoscelis pantherina
- Amorphoscelis papua
- Amorphoscelis parva
- Amorphoscelis pellucida
- Amorphoscelis philippina
- Amorphoscelis pulchella
- Amorphoscelis pulchra
- Amorphoscelis punctata
- Amorphoscelis reticulata
- Amorphoscelis rufula
- Amorphoscelis siebersi
- Amorphoscelis singaporana
- Amorphoscelis spinosa
- Amorphoscelis subnigra
- Amorphoscelis tigrina
- Amorphoscelis tuberculata
- Amorphoscelis villiersi

## GêneroAmphecostephanus
- Amphecostephanus rex

## GêneroAnaxarcha
- Anaxarcha acuta
- Anaxarcha graminea
- Anaxarcha hyalina
- Anaxarcha intermedia
- Anaxarcha limbata
- Anaxarcha sinensis
- Anaxarcha tianmushanensis

## GêneroAngela

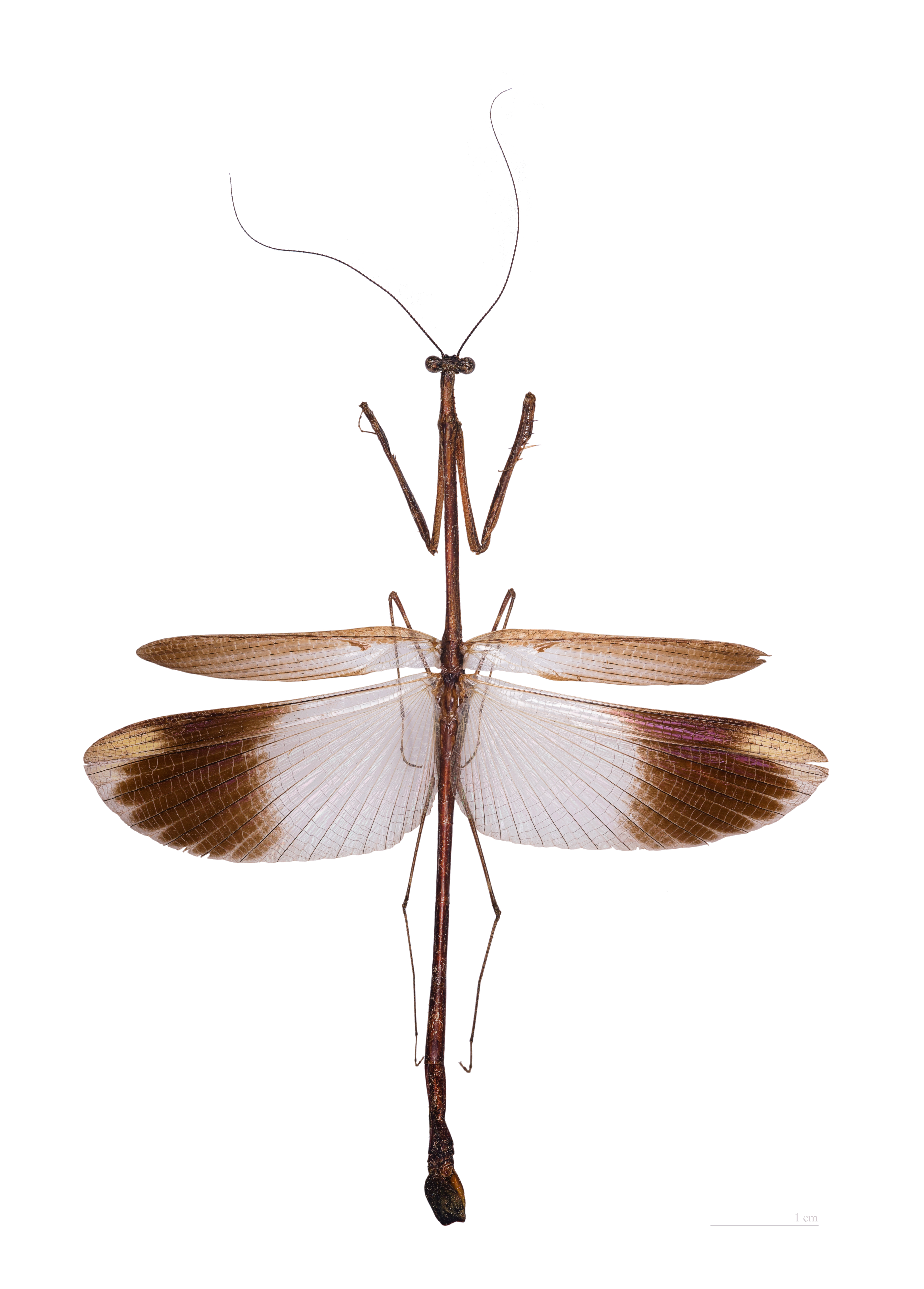
Angela guianensis - Museu de Toulouse

- Angela armata
- Angela brachyptera
- Angela championi
- Angela decolor
- Angela guianensis (Rehn, 1906) Angela guianensis - Museu de Toulouse
- Angela inermis
- Angela lemoulti
- Angela maxima
- Angela minor
- Angela miranda
- Angela ornata
- Angela perpulchra
- Angela peruviana
- Angela purpurascens
- Angela quinquemaculata
- Angela saussurii
- Angela subhyalina
- Angela trifasciata
- Angela werneri

## GêneroAnoplosigerpes
- Anoplosigerpes tessmanni

## GêneroAntistia
- Antistia maculipennis
- Antistia parva
- Antistia robusta
- Antistia vicina

## GêneroAnasigerpes
- Anasigerpes amieti
- Anasigerpes bifasciata
- Anasigerpes centralis
- Anasigerpes grilloti
- Anasigerpes heydeni
- Anasigerpes nigripes
- Anasigerpes unifasciata

## GêneroApterameles
- Apterameles rammei

## GêneroApteromantis

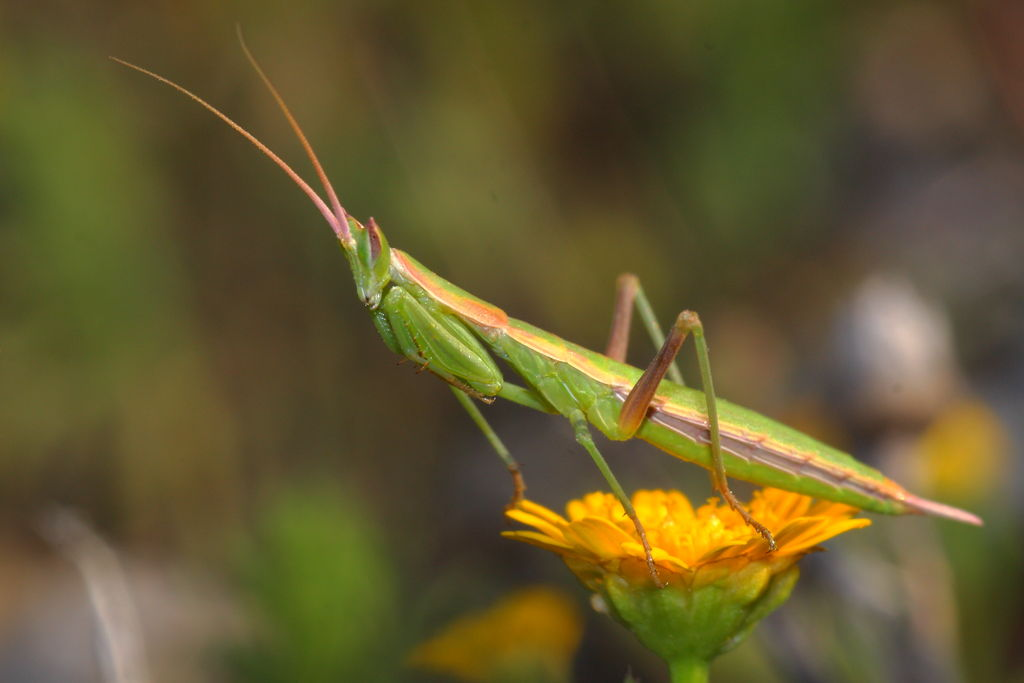
Apteromantis aptera

- Apteromantis aptera
- Apteromantis bolivari

## GêneroArchimantis
Archimantis é uma espécie comum da Austrália e alguns são chamados de bicho-pau.
- Archimantis armata
- Archimantis brunneriana
- Archimantis gracilis
- Archimantis latistyla
- Archimantis monstrosa
- Archimantis quinquelobata
- Archimantis sobrina
- Archimantis straminea
- Archimantis vittata

## GêneroAriusia
- Ariusia conspersa

## GêneroAsiadodis
- Asiadodis squilla
- Asiadodis yunnanensis

## GêneroAstape
- Astape denticollis

## GêneroAstollia
- Astollia chloris

## GêneroAttalia
- Attalia philbyi

## GêneroBactromantis
- Bactromantis mexicana
- Bactromantis parvula
- Bactromantis tolteca
- Bactromantis virga

## GêneroBantia
- Bantia chopardi
- Bantia fusca
- Bantia marmorata
- Bantia metzi
- Bantia michaelisi
- Bantia nana
- Bantia pygmea
- Bantia simoni
- Bantia werneri

## GêneroBantiella
- Bantiella columbina
- Bantiella fusca
- Bantiella hyalina
- Bantiella pallida
- Bantiella trinitatis

## GêneroBlepharodes
- Blepharodes candelarius
- Blepharodes cornutus
- Blepharodes parumspinosus
- Blepharodes sudanensis

## GêneroBlepharopsis
- Blepharopsis mendica[7] [8].

## GêneroBolbe
- Bolbe lowi
- Bolbe maia
- Bolbe nigra
- Bolbe pallida
- Bolbe pygmea

## GêneroBolbena
- Bolbena assimilis
- Bolbena hottentotta
- Bolbena maraisi
- Bolbena minor
- Bolbena orientalis
- Bolbena minutissima

## GêneroBolbula
- Bolbula debilis
- Bolbula exigua
- Bolbula widenmanni

## GêneroBolivaroscelis
- Bolivaroscelis bolivarii
- Bolivaroscelis carinata
- Bolivaroscelis werneri

## GêneroBrunneria
Brunneria, são espécies conhecidas como bicho-pau e são encontrados na  América do Norte, América Central,  América do Sul.
- Brunneria borealis [9][10][11] [12]
- Brunneria brasiliensis Bicho-pau brasileiro[13]
- Brunneria gracilis
- Brunneria longa
- Brunneria subaptera[13]

## GêneroBrancsikia
- Brancsikia simplex (Beier, 1935)
- Brancsikia freyi (Brancsik, 1893)
- Brancsikia aeroplana (Lamberton, 1911)

## GêneroCalamothespis
- Calamothespis adusta
- Calamothespis condamini
- Calamothespis lineatipennis
- Calamothespis oxyops
- Calamothespis rourei
- Calamothespis subcornuta
- Calamothespis taylori
- Calamothespis vuattouxi

## GêneroCallibia
- Callibia diana

## GêneroCarrikerella
- Carrikerella ceratophora
- Carrikerella empusa

## GêneroCatasigerpes
- Catasigerpes acuminatus
- Catasigerpes brunnerianus
- Catasigerpes camerunensis
- Catasigerpes congicus
- Catasigerpes erlangeri
- Catasigerpes granulatus
- Catasigerpes jeanneli
- Catasigerpes margarethae
- Catasigerpes mortuifolia
- Catasigerpes nigericus
- Catasigerpes occidentalis
- Catasigerpes toganus
- Catasigerpes zernyi

## GêneroCaudatoscelis
- Caudatoscelis annulipes
- Caudatoscelis caudata
- Caudatoscelis collarti
- Caudatoscelis lagrecai
- Caudatoscelis marmorata

## GêneroCeratomantis
- Ceratomantis saussurii
- Ceratomantis yunnanensis

## GêneroChaeteessa
- Chaeteessa burmeisteri
- Chaeteessa caudata
- Chaeteessa filata
- Chaeteessa nana
- Chaeteessa nigromarginata
- Chaeteessa valida

## GêneroChlidonoptera

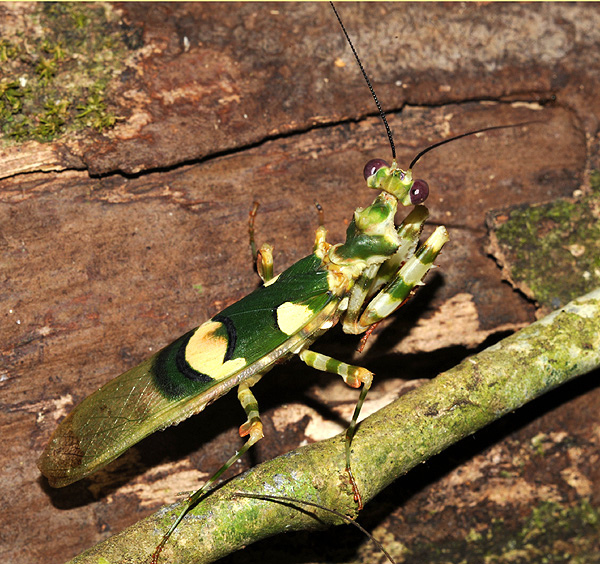
Chlidonoptera vexillum

- Chlidonoptera chopardi
- Chlidonoptera lestoni
- Chlidonoptera vexillum
- Chlidonoptera werneri

## GêneroChloroharpax
- Chloroharpax modesta Gerstaecker, 1883[14] [1]

## GêneroChoeradodis
Espécie mais conhecida como Louva-a-deus-folha.
- Choeradodis columbica [13])
- Choeradodis rhombicollis[15])
- Choeradodis rhomboidea Louva-a-deus folha[16]
- Choeradodis stalii Louva-a-deus folha[17])
- Choeradodis strumaria Louva-a-deus folha [18])

## GêneroChrysomantis
- Chrysomantis cachani
- Chrysomantis centralis
- Chrysomantis cervoides
- Chrysomantis congica
- Chrysomantis girardi
- Chrysomantis royi
- Chrysomantis speciosa
- Chrysomantis tristis

## GêneroCilnia
- Cilnia chopardi
- Cilnia humeralis

## GêneroCitharomantis
- Citharomantis falcata

## GêneroCiulfina
- Ciulfina baldersoni
- Ciulfina biseriata
- Ciulfina klassi
- Ciulfina liturgusa
- Ciulfina rentzi

## GêneroCliomantis
- Cliomantis cornuta
- Cliomantis dispar
- Cliomantis lateralis
- Cliomantis obscura

## GêneroCompsomantis
- Compsomantis ceylonica
- Compsomantis crassiceps
- Compsomantis mindoroensis
- Compsomantis robusta
- Compsomantis semirufula
- Compsomantis tumidiceps

## GêneroCompsothespis
- Compsothespis abyssinica
- Compsothespis anomala
- Compsothespis australiensis
- Compsothespis brevipennis
- Compsothespis cinnabarina
- Compsothespis ebneri
- Compsothespis falcifera
- Compsothespis hispida
- Compsothespis kilwana
- Compsothespis marginipennis
- Compsothespis michaelseni
- Compsothespis natalica
- Compsothespis occidentalis
- Compsothespis zavattarii

## GêneroCongoharpax
- Congoharpax aberrans
- Congoharpax boulardi
- Congoharpax coiffaiti
- Congoharpax judithae

## GêneroCreobroter
Possuem asas adornadas que é possível ver mesmo quando em repouso; gênero exclusivo da Ásia Ocidental, na qual são conhecidos como louva-a-deus-flor. 
- Creobroter elongatus
- Creobroter fasciatus
- Creobroter gemmatus
- Creobroter medanus
- Creobroter meleagris
- Creobroter nebulosus
- Creobroter pictipennis
- Creobroter urbanus

## GêneroDanuria
Também conhecidos como louva-a-deus-gigante-da-grama. Eles são caracterizados por longos corpos delgados e inclinados, com olhos pontudos.
- Danuria affinis
- Danuria angusticollis
- Danuria barbozae
- Danuria buchholzi
- Danuria congica
- Danuria contorta
- Danuria fusca
- Danuria gracilis
- Danuria impannosa
- Danuria kilimandjarica
- Danuria obscuripennis
- Danuria serratodentata
- Danuria sublineata
- Danuria thunbergi

## GêneroDactylopteryx
- Dactylopteryx flexuosa
- Dactylopteryx intermedia
- Dactylopteryx orientalis

## GêneroDecimiana
- Decimiana bolivari
- Decimiana clavata
- Decimiana hebardi
- Decimiana rehni
- Decimiana tessellata

## GêneroDeroplatys(Westwood, 1839)

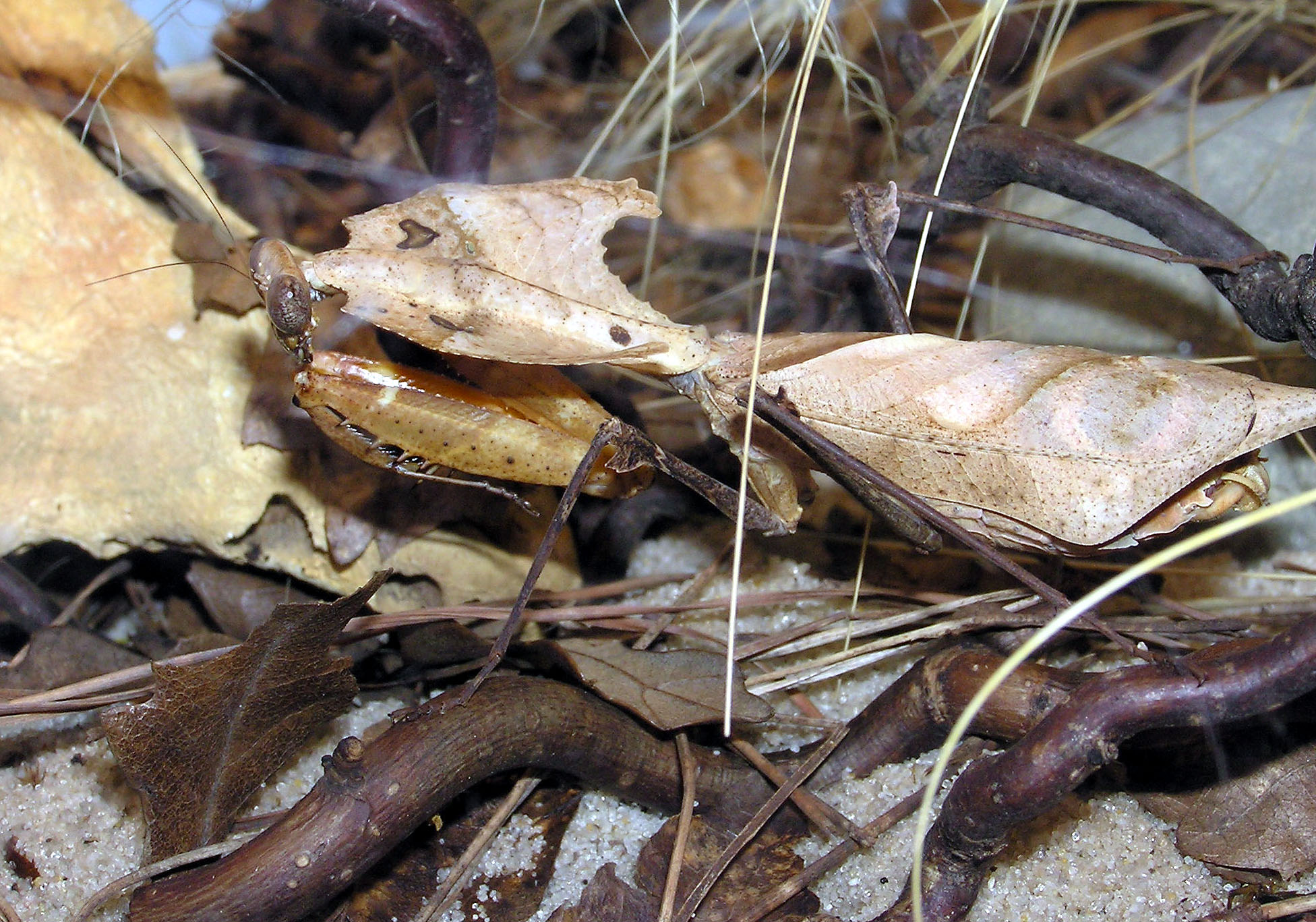
Deroplatys desiccata

Deroplatys, mais conhecidos como louva-a-deus-folha, são nativos da Àsia.
- Deroplatys angustata (Westwood, 1845)
- Deroplatys cordata (Fabricius, 1798)
- Deroplatys desiccata (Westwood, 1839) (Louva-a-deus folha gigante da Malásia)
- Deroplatys gorochovi (Anisyutkin, 1998)
- Deroplatys indica (Roy, 2007)
- Deroplatys lobata (Guérin-Méneville (1838) (Louva-a-deus folha da Malásia)
- Deroplatys moultoni (Giglio-Tos, 1917)
- Deroplatys philippinica (Werner, 1922) (Louva-a-deus folha das Filipinas)
- Deroplatys rhombica (Brunner, 1897)
- Deroplatys sarawaca (Westwood, 1889)
- Deroplatys shelfordi (Kirby, 1903)
- Deroplatys trigonodera (Westwood, 1889) (Louva-a-deus folha)[19]
- Deroplatys truncata (Guerin-Meneville, 1843) (Dead Leaf Mantis)[20]

## GêneroDiabantia
- Diabantia minima
- Diabantia perparva

## GêneroDilatempusa
- Dilatempusa aegyptiaca

## GêneroDysaules
- Dysaules brevipennis
- Dysaules himalayanus
- Dysaules longicollis
- Dysaules uvana

## GêneroEmpusa
- Empusa binotata
- Empusa fasciata
- Empusa guttula
- Empusa hedenborgii
- Empusa longicollis
- Empusa pauperata
- Empusa pennata Bicho-pau[22]
- Empusa pennicornis
- Empusa romboidae
- Empusa spinosa
- Empusa simonyi
- Empusa uvarovi

## GêneroEpaphrodita
- Epaphrodita lobivertex
- Epaphrodita musarum
- Epaphrodita undulata

## GêneroEphestiasula

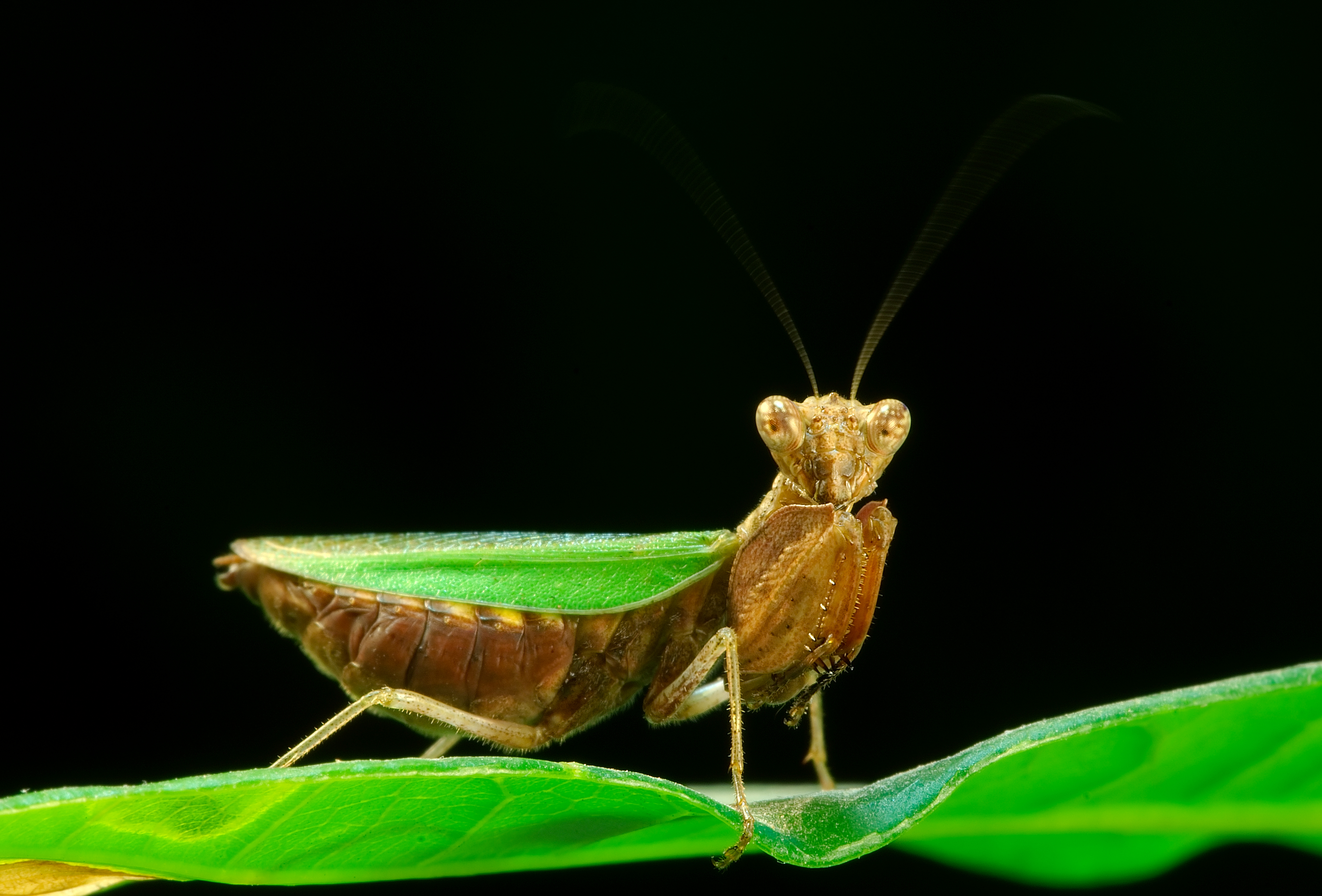
Ephestiasula sp.

- Ephestiasula amoena
- Ephestiasula intermedia
- Ephestiasula pictipes

## GêneroEphippiomantis
- Ephippiomantis ophirensis

## GêneroEpiscopomantis
- Episcopomantis chalybea
- Episcopomantis congica

## GêneroEpsomantis(Giglio-Tos, 1915)
- Epsomantis tortricoides (de Haan, 1842)

## GêneroEremiaphila
- Eremiaphila ammonita
- Eremiaphila andresi
- Eremiaphila anubis
- Eremiaphila arabica
- Eremiaphila aristidis
- Eremiaphila audouini
- Eremiaphila barbara
- Eremiaphila berndstiewi
- Eremiaphila bifasciata
- Eremiaphila bovei
- Eremiaphila braueri
- Eremiaphila brevipennis

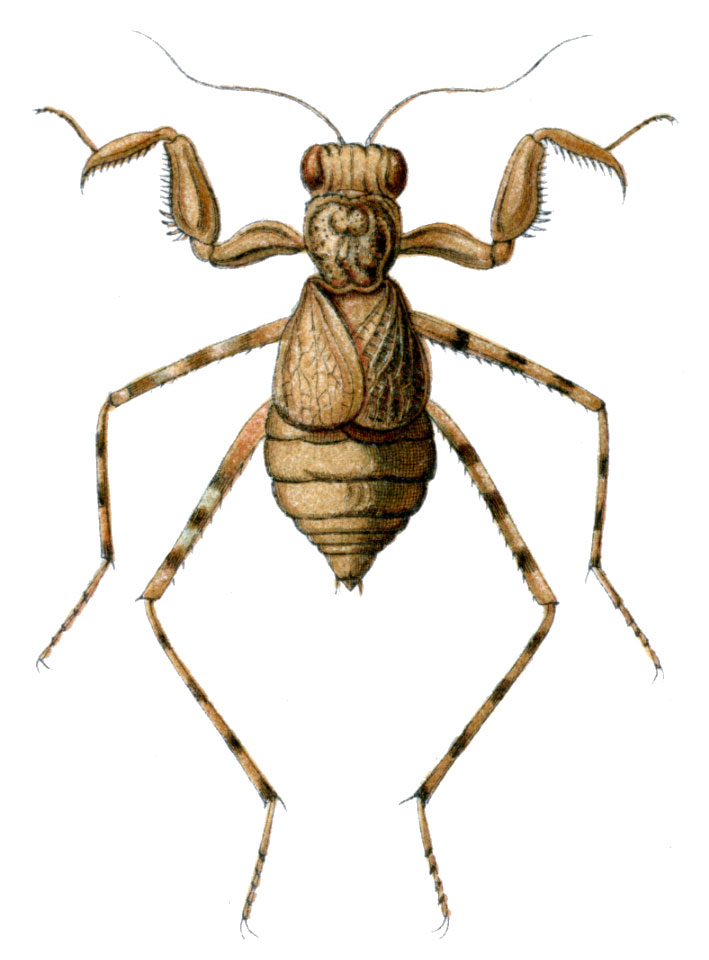
Eremiaphila cerisyi

- Eremiaphila brunneri (Louva-a-deus do deserto comum)
- Eremiaphila cairina
- Eremiaphila cerisyi
- Eremiaphila collenettei
- Eremiaphila cordofan
- Eremiaphila cycloptera
- Eremiaphila dentata
- Eremiaphila denticollis
- Eremiaphila foureaui
- Eremiaphila fraseri
- Eremiaphila genei
- Eremiaphila gigas
- Eremiaphila hebraica
- Eremiaphila hedenborgii
- Eremiaphila heluanensis
- Eremiaphila hralili
- Eremiaphila irridipennis
- Eremiaphila khamsin
- Eremiaphila kheych
- Eremiaphila klunzingeri
- Eremiaphila laeviceps
- Eremiaphila lefebvrii
- Eremiaphila luxor
- Eremiaphila maculipennis
- Eremiaphila monodi
- Eremiaphila moreti
- Eremiaphila murati
- Eremiaphila mzabi
- Eremiaphila nilotica
- Eremiaphila nova
- Eremiaphila numida
- Eremiaphila persica
- Eremiaphila petiti
- Eremiaphila pierrei
- Eremiaphila pyramidum
- Eremiaphila rectangulata
- Eremiaphila reticulata
- Eremiaphila rohlfsi
- Eremiaphila rotundipennis
- Eremiaphila rufipennis
- Eremiaphila rufula
- Eremiaphila savignyi
- Eremiaphila somalica
- Eremiaphila spinulosa
- Eremiaphila tuberculifera
- Eremiaphila turica
- Eremiaphila typhon
- Eremiaphila uvarovi
- Eremiaphila voltaensis
- Eremiaphila werneri
- Eremiaphila wettsteini
- Eremiaphila yemenita
- Eremiaphila zetterstedti (Louva-a-deus do deserto)[23]
- Eremiaphila zolotarevskyi

## GêneroEuantissa
- Euantissa ornata
- Euantissa pulchra
- Euantissa sinensis

## GêneroEuchomenella
Este gênero é conhecido como Louva-a-deus de pescoço comprido.
- Euchomenella apicalis
- Euchomenella heteroptera (Louva-a-deus de pescoço comprido da Malásia[12])
- Euchomenella indica
- Euchomenella macrops (Louva-a-deus de pescoço comprido[24])
- Euchomenella matilei
- Euchomenella moluccarum
- Euchomenella pallida
- Euchomenella thoracica

## GêneroEuthyphleps
- Euthyphleps curtipes
- Euthyphleps rectivenis
- Euthyphleps tectiformis

## GêneroExparoxypilus
- Exparoxypilus africanus

## GêneroGalinthias
- Galinthias amoena
- Galinthias meruensis
- Galinthias occidentalis

## GêneroGigliotoscelis
- Gigliotoscelis simulans

## GêneroGimantis
- Gimantis authaemon
- Gimantis insularis

## GêneroGonatista
- Gonatista grisea [9]
- Gonatista jaiba
- Gonatista major
- Gonatista phryganoides
- Gonatista reticulata

## GêneroGongylus

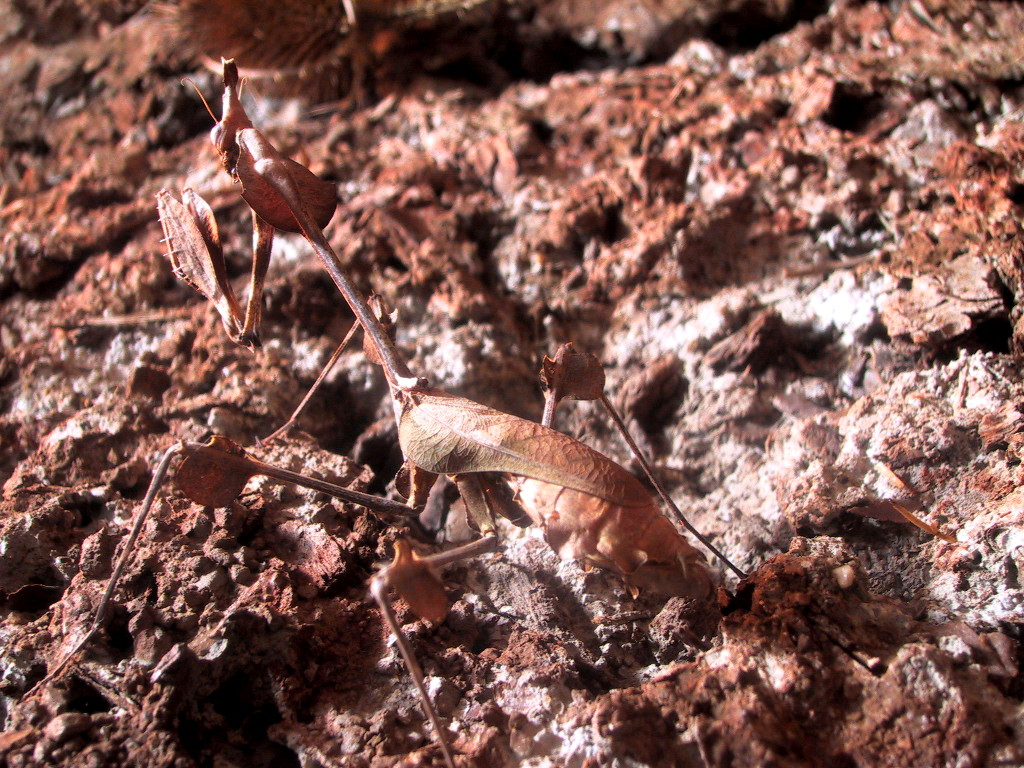
Gongylus gongylodes

- Gongylus gongylodes
- Gongylus trachelophyllus

## GêneroGonypetyllis
- Gonypetyllis semuncialis

## GêneroGyromantis
- Gyromantis kraussii
- Gyromantis occidentalis

## GêneroHaania
- Haania aspera
- Haania borneana
- Haania confusa
- Haania doroshenkoi
- Haania lobiceps
- Haania philippina
- Haania simplex
- Haania vitalisi

## GêneroHagiomantis
- Hagiomantis fluminensis
- Hagiomantis ornata
- Hagiomantis pallida
- Hagiomantis parva
- Hagiomantis superba
- Hagiomantis surinamensis

## GêneroHapalogymnes
- Hapalogymnes gymnes

## GêneroHapalomantis
- Hapalomantis abyssinica
- Hapalomantis congica
- Hapalomantis lacualis
- Hapalomantis minima
- Hapalomantis orba
- Hapalomantis rhombochir

## GêneroHeliomantis
- Heliomantis elegans
- Heliomantis latipennis

## GêneroHelvia
- Helvia cardinalis

## GêneroHemiempusa
- Hemiempusa capensis

## GêneroHestiasula
- Hestiasula basinigra
- Hestiasula brunneriana
- Hestiasula castetsi
- Hestiasula ceylonica
- Hestiasula gyldenstolpei
- Hestiasula hoffmanni
- Hestiasula inermis
- Hestiasula javana
- Hestiasula kaestneri
- Hestiasula major
- Hestiasula masoni
- Hestiasula moultoni
- Hestiasula nigrofemorata
- Hestiasula nitida
- Hestiasula phyllopus
- Hestiasula rogenhoferi
- Hestiasula seminigra
- Hestiasula woodi
- Hestiasula zhejiangensis

## GêneroHeteronutarsus
- Heteronutarsus aegyptiacus
- Heteronutarsus albipennis

## GêneroHierodula

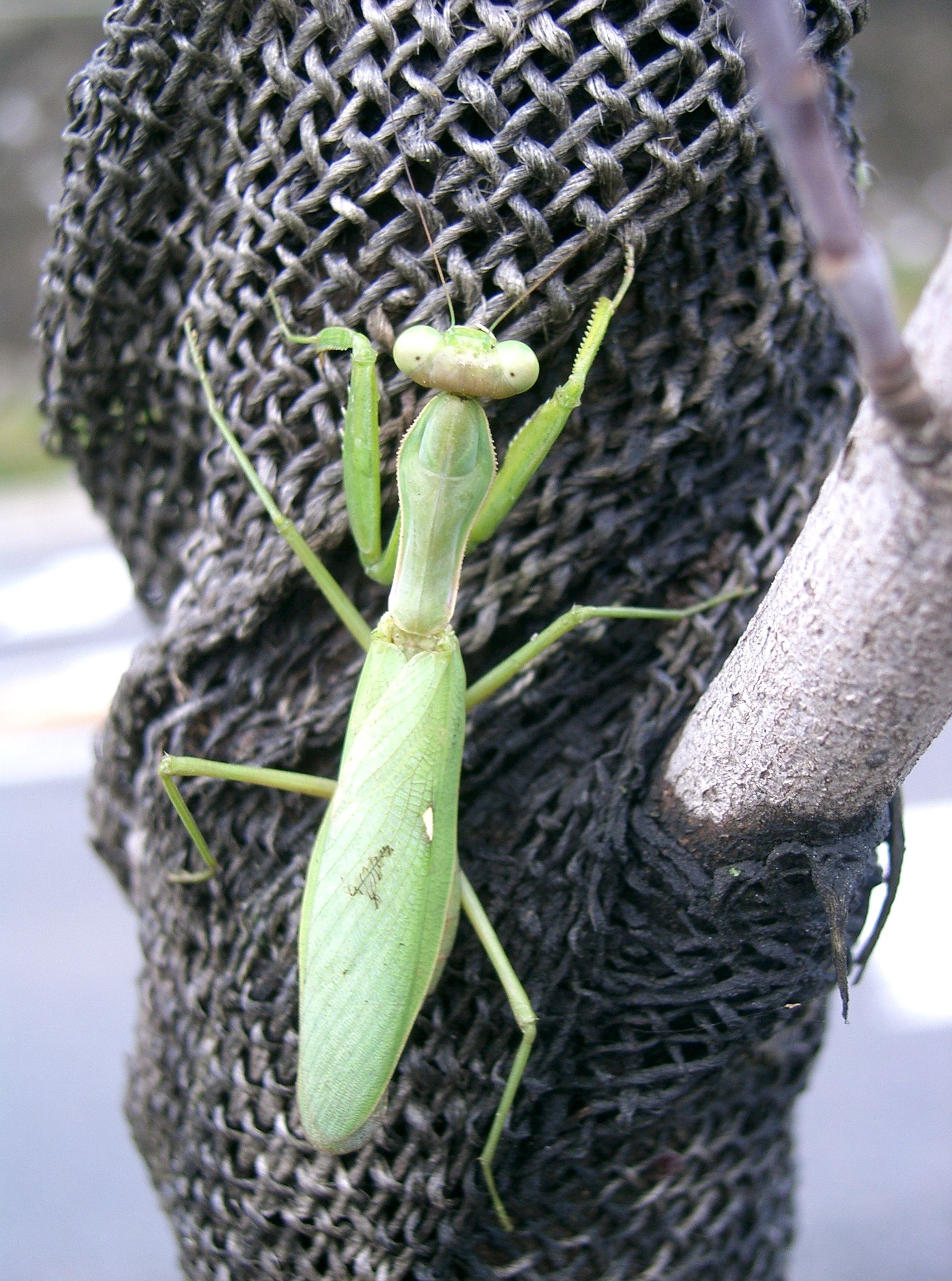
Hierodula patellifera

O gênero Hierodula Louva-a-deus gigante da Asia, contém uma grande quantidade de  espécies, que se estende da India até o Havaí. Esta espécie é altamente especializado em imitar a aparência de outros tipos de louva-a-deus, a espécie Hierodula são populares por seu tamanho e facilidade de cuidado.
- Hierodula ansusana
- Hierodula aruana
- Hierodula assamensis
- Hierodula atrocoxata
- Hierodula beieri
- Hierodula bhamoana
- Hierodula biaka
- Hierodula borneana
- Hierodula brunnea
- Hierodula chinensis
- Hierodula coarctata
- Hierodula cuchingina
- Hierodula daqingshanensis
- Hierodula dolichoptera
- Hierodula doveri
- Hierodula dubia
- Hierodula dyaka
- Hierodula everetti
- Hierodula excellens
- Hierodula formosana
- Hierodula fruhstorferi
- Hierodula fumipennis
- Hierodula fuscescens
- Hierodula gigliotosi
- Hierodula gracilicollis
- Hierodula grandis (Louva-a-deus-gigante-da-ásia)
- Hierodula harpyia
- Hierodula heinrichi
- Hierodula heteroptera
- Hierodula immaculifemorata
- Hierodula inconspicua
- Hierodula ingens
- Hierodula jobina
- Hierodula kapaurana
- Hierodula keralensis
- Hierodula laevicollis
- Hierodula lamasonga
- Hierodula latipennis
- Hierodula longedentata
- Hierodula macrosticmata
- Hierodula maculisternum
- Hierodula majuscula
- Hierodula malaya
- Hierodula membranacea (Louva-a-deus gigante da Asia do Sri Lanka [26][27])
- Hierodula microdon
- Hierodula mindanensis
- Hierodula modesta
- Hierodula monochroa
- Hierodula multispina
- Hierodula multispinulosa
- Hierodula nicobarica
- Hierodula obiensis
- Hierodula obtusata
- Hierodula oraea
- Hierodula papua
- Hierodula parviceps
- Hierodula patellifera (Louva-a-deus gigante da Asia)
- Hierodula perakana
- Hierodula philippina
- Hierodula prosternalis
- Hierodula pulchra
- Hierodula pulchripes
- Hierodula purpurescens
- Hierodula pustulifera
- Hierodula pygmaea
- Hierodula quadridens
- Hierodula quadripunctata
- Hierodula quinquepatellata
- Hierodula rajah
- Hierodula ralumina
- Hierodula rufomaculata
- Hierodula rufopatellata
- Hierodula salomonis [28]
- Hierodula sarsinorum
- Hierodula schultzei
- Hierodula simbangana
- Hierodula similis
- Hierodula siporana
- Hierodula sorongana
- Hierodula sternosticta
- Hierodula striata
- Hierodula striatipes
- Hierodula szentivanyi
- Hierodula tenuidentata
- Hierodula tenuis
- Hierodula timorensis
- Hierodula togiana
- Hierodula tonkinensis
- Hierodula tornica
- Hierodula transcaucasica
- Hierodula trimaculata
- Hierodula unimaculata
- Hierodula venosa
- Hierodula ventralis
- Hierodula versicolor
- Hierodula viridis (Louva-a-deus gigante da Asia [26])
- Hierodula vitreoides
- Hierodula werneri
- Hierodula xishaensis
- Hierodula yunnanensis

## GêneroHolaptilon
- Holaptilon pusillulum

## GêneroHoplocoryphella
- Hoplocoryphella grandis

## GêneroHoplocorypha

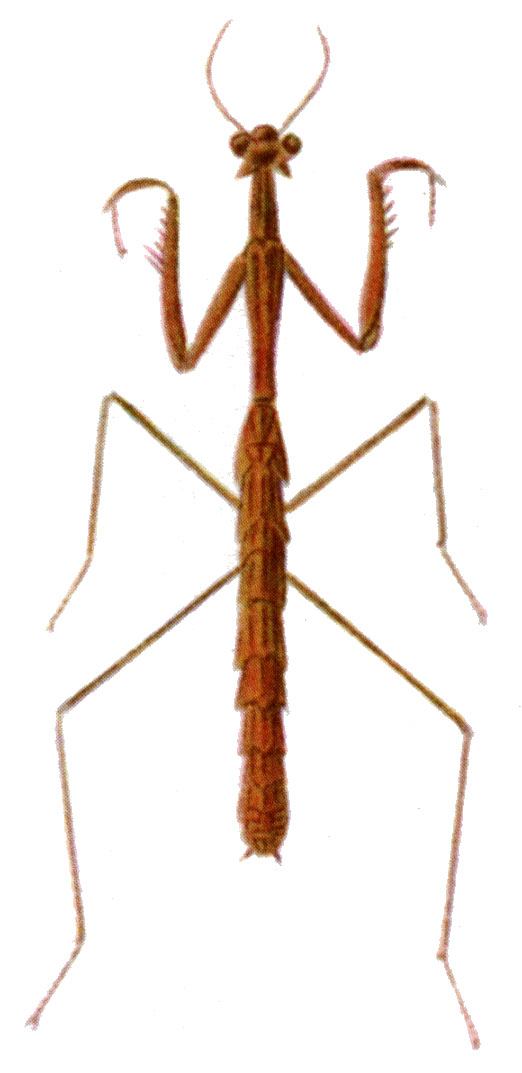
Hoplocorypha macra

Membros desse gênero são conhecidos como Bicho-pau africano.
- Hoplocorypha acuta
- Hoplocorypha bicornis
- Hoplocorypha boromensis
- Hoplocorypha bottegi
- Hoplocorypha boviformis
- Hoplocorypha brevicollis
- Hoplocorypha cacomana
- Hoplocorypha carli
- Hoplocorypha congica
- Hoplocorypha dentata
- Hoplocorypha distinguenda
- Hoplocorypha foliata
- Hoplocorypha fumosa
- Hoplocorypha galeata
- Hoplocorypha garuana
- Hoplocorypha hamulifera
- Hoplocorypha lacualis
- Hoplocorypha lobata
- Hoplocorypha macra
- Hoplocorypha mellea
- Hoplocorypha nana
- Hoplocorypha narocana
- Hoplocorypha nigerica
- Hoplocorypha nigra
- Hoplocorypha perplexa
- Hoplocorypha picea
- Hoplocorypha punctata
- Hoplocorypha rapax
- Hoplocorypha salfii
- Hoplocorypha saussurii
- Hoplocorypha striata
- Hoplocorypha turneri
- Hoplocorypha ugandana
- Hoplocorypha vittata
- Hoplocorypha wittei

## GêneroHymenopus
- Hymenopus bicornis (Latreille, 1807)
- Hymenopus coronatus
- Hymenopus coronatoides

## GêneroHypsicorypha
- Hypsicorypha gracilis

## GêneroIdolomantis
- Idolomantis diabolica

## GêneroIdolomorpha
- Idolomorpha dentifrons[1]
- Idolomorpha lateralis
- Idolomorpha madagascariensis
- Idolomorpha sagitta

## GêneroIlomantis
- Ilomantis thalassina

## GêneroIris
- Iris coeca
- Iris deserti
- Iris fasciata
- Iris insolita
- Iris minima
- Iris nana
- Iris narzykulovi

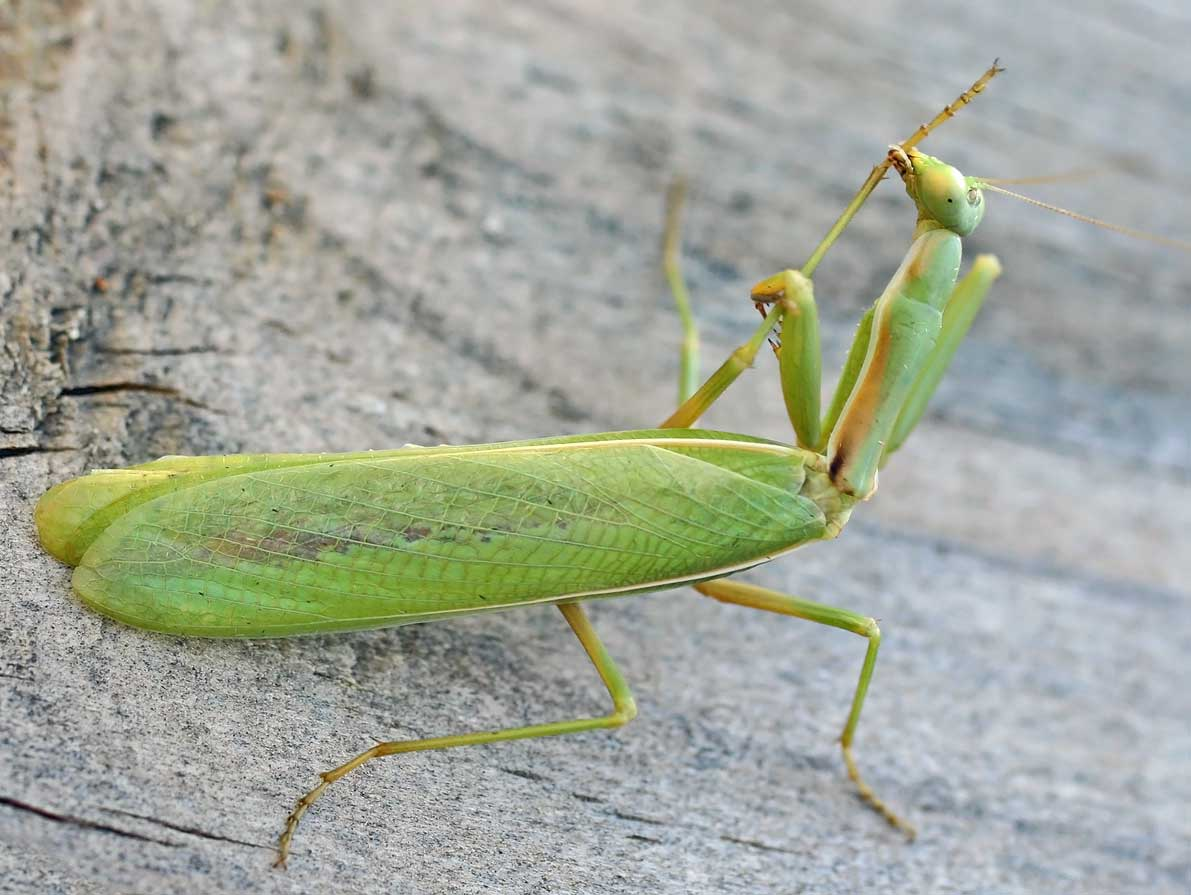
Iris oratoria

- Iris oratoria (Louva-a-deus mediterrâneo)
- Iris orientalis
- Iris persa
- Iris pitcheri
- Iris polystictica
- Iris senegalensis
- Iris splendida

## GêneroJunodia
- Junodia amoena
- Junodia beieri
- Junodia congicus
- Junodia hararensis
- Junodia lameyi
- Junodia maculata
- Junodia spinosa
- Junodia strigipennis
- Junodia vansomereni

## GêneroKongobatha
- Kongobatha diademata
- Kongobatha papua

## GêneroLagrecacanthops
- Lagrecacanthops brasiliensis
- Lagrecacanthops guyanensis

## GêneroLitaneutria
Litaneutria, é um gênero de louva-a-deus terrestre e é natural da América do Norte.
- Litaneutria borealis
- Litaneutria longipennis
- Litaneutria minor
- Litaneutria obscura
- Litaneutria ocularis
- Litaneutria pacifica
- Litaneutria skinneri (

## GêneroLiturgusa
- Liturgusa actuosa
- Liturgusa annulipes
- Liturgusa atricoxata
- Liturgusa cayennensis
- Liturgusa charpentieri
- Liturgusa cursor
- Liturgusa guyanensis
- Liturgusa lichenalis
- Liturgusa maya
- Liturgusa mesopoda
- Liturgusa nubeculosa
- Liturgusa parva
- Liturgusa peruviana
- Liturgusa sinvalnetoi

## GêneroMaculatoscelis
- Maculatoscelis ascalaphoides
- Maculatoscelis gilloni
- Maculatoscelis maculata

## GêneroMacromantis
- Macromantis hyalina
- Macromantis nicaraguae
- Macromantis ovalifolia
- Macromantis saussurei

## GêneroMajanga
- Majanga basilaris
- Majanga spinosa
- Majanga tricolor

## GêneroMajangella
- Majangella carli
- Majangella moultoni

## GêneroMantillica
- Mantillica beieri
- Mantillica nigricans
- Mantillica sialidea

## GêneroMantis
- Mantis octospilota [29]
- Mantis religiosa (louva-a-deus-europeu)[30]

## GêneroMantoida
Este gênero são encontrados no México, América Central, e América do Sul.
- Mantoida argentinae
- Mantoida brunneriana
- Mantoida fulgidipennis
- Mantoida luteola
- Mantoida maya
- Mantoida nitida
- Mantoida ronderosi
- Mantoida schraderi
- Mantoida tenuis

## GêneroMetacromantis
- Metacromantis oxyops

## GêneroMetagalepsus
- Metagalepsus occidentalis
- Metagalepsus stramineus

## GêneroMetallyticus
- Metallyticus fallax
- Metallyticus pallipes
- Metallyticus semiaeneus
- Metallyticus splendidus
- Metallyticus violaceus

## GêneroMetilia
- Metilia amazonica (Beier, 1930)[31]
- Metilia boliviana (Werner, 1927)[32]
- Metilia brunnerii (Saussure, 1871)[33] Metilia brunnerii - Museu de Toulouse

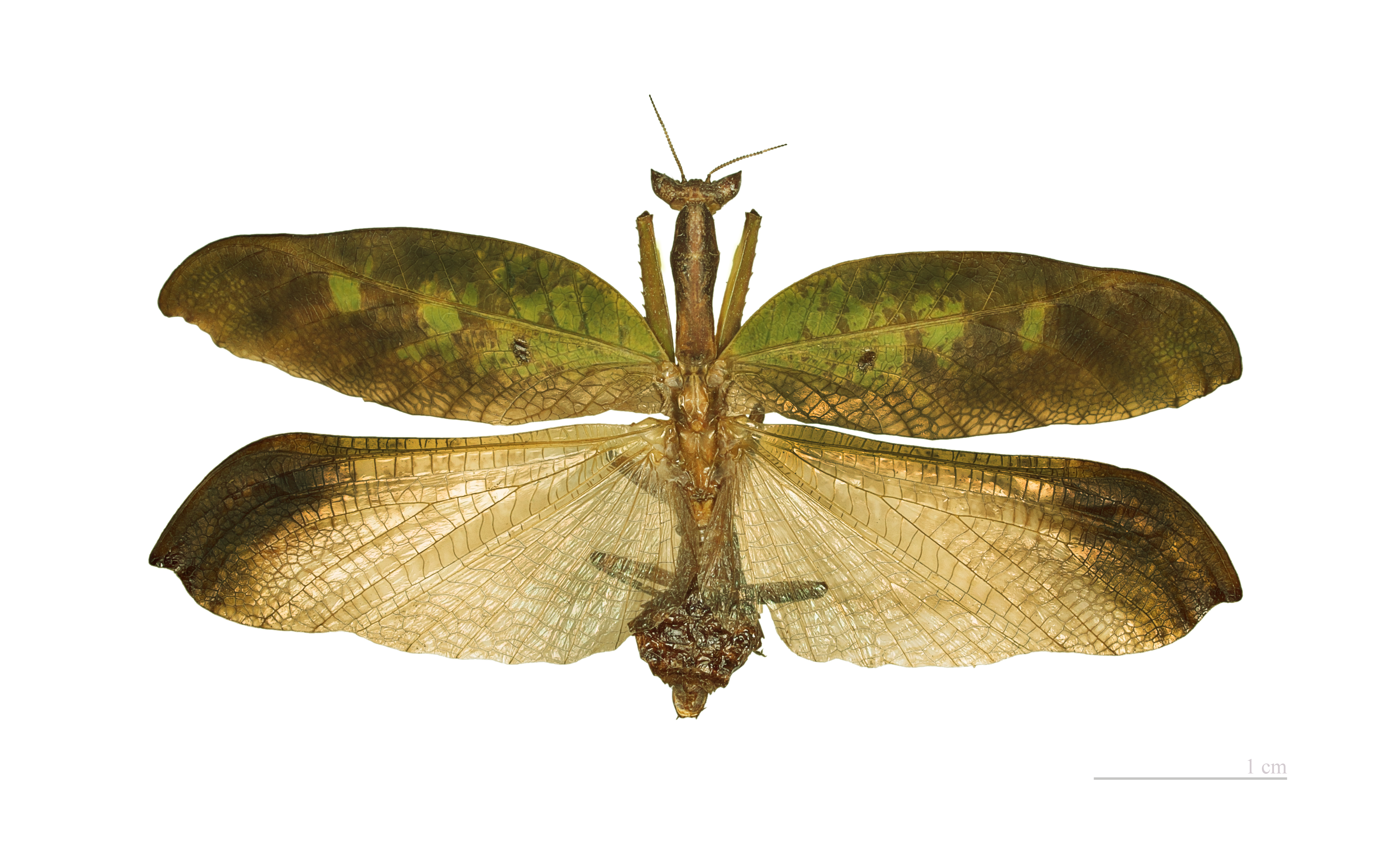
Metilia brunnerii - Museu de Toulouse

## GêneroMetoxypilus
- Metoxypilus costalis
- Metoxypilus lobifrons
- Metoxypilus spinosus
- Metoxypilus werneri

## GêneroMimomantis
- Mimomantis milloti

## GêneroMiomantis

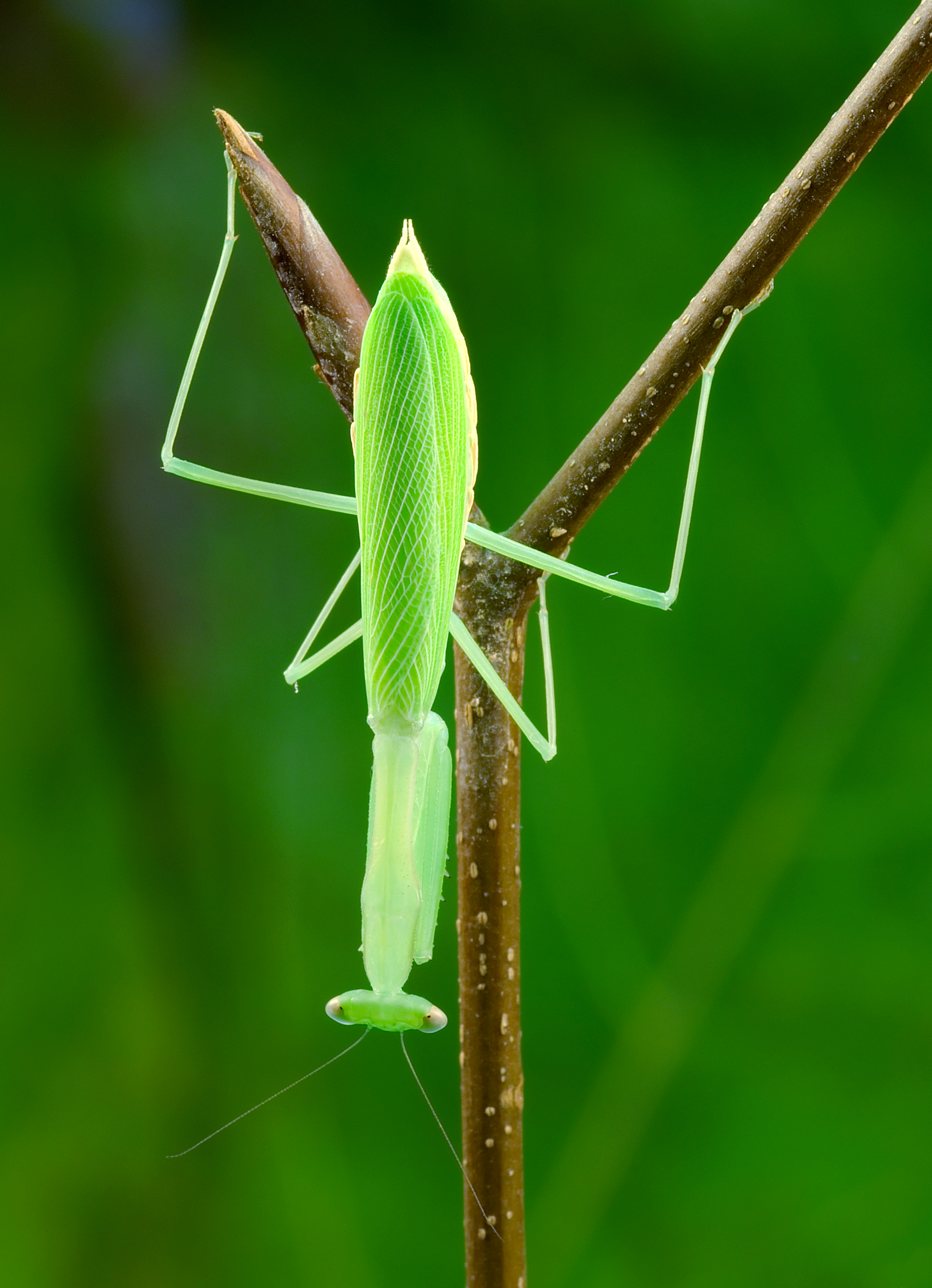
Miomantis paykullii

- Miomantis abyssinica
- Miomantis acutipes
- Miomantis affinis
- Miomantis alata
- Miomantis amanica
- Miomantis andreinii
- Miomantis annulipes
- Miomantis arabica
- Miomantis aurantiaca
- Miomantis aurea
- Miomantis binotata
- Miomantis bintumanensis
- Miomantis brachyptera
- Miomantis brevipennis
- Miomantis brunni
- Miomantis buettneri
- Miomantis caffra
- Miomantis cinnabarina
- Miomantis ciprianii
- Miomantis coxalis
- Miomantis devylderi
- Miomantis diademata
- Miomantis ehrenbergi
- Miomantis equalis
- Miomantis exilis
- Miomantis fallax
- Miomantis feminina
- Miomantis fenestrata
- Miomantis griffinii
- Miomantis gyldenstolpei
- Miomantis helenae
- Miomantis kibweziana
- Miomantis kilimandjarica
- Miomantis lacualis
- Miomantis lamtoensis
- Miomantis longicollis
- Miomantis menelikii
- Miomantis milmilena
- Miomantis minuta
- Miomantis misana
- Miomantis mombasica
- Miomantis monacha
- Miomantis montana
- Miomantis multipunctata
- Miomantis nairobiensis
- Miomantis natalica
- Miomantis ornata

- Miomantis paykullii
- Miomantis pellucida
- Miomantis planivertex
- Miomantis prasina
- Miomantis preussi
- Miomantis pygmaea
- Miomantis quadripunctata
- Miomantis rebeli
- Miomantis rehni
- Miomantis rouxi
- Miomantis rubra
- Miomantis sangarana
- Miomantis saussurei
- Miomantis scabricollis
- Miomantis semialata
- Miomantis sjoestedti
- Miomantis steelae
- Miomantis tangana
- Miomantis tenuis
- Miomantis togana
- Miomantis usambarica
- Miomantis vitrea
- Miomantis wittei

## GêneroMiracanthops
- Miracanthops lombardoi
- Miracanthops poulaini

## GêneroMyrmecomantis
A única espécie desse gênero é considerado um louva-a-deus-formiga.

Myrmecomantis atra

- Myrmecomantis atra

## GêneroMesopteryx(Saussure, 1870)
- Mesopteryx alata (Saussure, 1870)
- Mesopteryx platycephala (Stal, 1877)
- Mesopteryx robusta (Wood-Mason, 1882)

## GêneroNanomantis
- Nanomantis australis
- Nanomantis gilolae
- Nanomantis lactea
- Nanomantis yunnanensis

## GêneroNegromantis
- Negromantis gracilis
- Negromantis gracillima
- Negromantis lutescens
- Negromantis modesta

## GêneroNemotha
- Nemotha coomani
- Nemotha metallica
- Nemotha mirabilis

## GêneroNeomantis
- Neomantis australis
- Neomantis hyalina
- Neomantis robusta

## GêneroNesogalepsus
- Nesogalepsus andriai
- Nesogalepsus beieri
- Nesogalepsus conspersus
- Nesogalepsus hova
- Nesogalepsus madagascariensis
- Nesogalepsus sikorai
- Nesogalepsus tuberculatus

## GêneroNesoxypilus
- Nesoxypilus albomaculatus
- Nesoxypilus pseudomyrmex

## GêneroNilomantis
- Nilomantis edmundsi
- Nilomantis floweri

## GêneroOdontomantis
Alguns membros desse gênero, praticam o mimetismo quando jovens, sendo conhecidos como Louva-a-deus-formiga.
- Odontomantis brachyptera
- Odontomantis buehleri
- Odontomantis chayuensis
- Odontomantis euphrosyne
- Odontomantis foveafrons
- Odontomantis hainana
- Odontomantis laticollis
- Odontomantis longipennis
- Odontomantis micans
- Odontomantis montana
- Odontomantis monticola
- Odontomantis nigrimarginalis
- Odontomantis parva
- Odontomantis planiceps (Louva-a-deus-formiga-asiático)[12][35]
- Odontomantis rhyssa
- Odontomantis xizangensis

## GêneroOligomantis
- Oligomantis hyalina
- Oligomantis mentaweiana
- Oligomantis orientalis

## GêneroOligonicella
- Oligonicella bolliana
- Oligonicella brunneri
- Oligonicella punctulata
- Oligonicella scudderi
- Oligonicella striolata
- Oligonicella tessellata
- Oligonicella mexicana

## GêneroOligonyx
- Oligonyx bicornis
- Oligonyx bidens
- Oligonyx dohrnianus
- Oligonyx insularis
- Oligonyx maya

## GêneroOrthodera
- Orthodera gunnii
- Orthodera insularis
- Orthodera ministralis
- Orthodera novaezealandiae
- Orthodera rubrocoxata

## GêneroOtomantis
Algumas espécies desse gênero são conhecidos como louva-a-deus-boxeador.
- Otomantis aurita
- Otomantis capirica
- Otomantis casaica
- Otomantis rendalli
- Otomantis scutigera

## GêneroOxyelaea
- Oxyelaea elegans
- Oxyelaea heteromorpha
- Oxyelaea stefaniae

## GêneroOxyophthalma
- Oxyophthalma engaea
- Oxyophthalma giraffa
- Oxyophthalma gracilis

## GêneroOxyophthalmellus
- Oxyophthalmellus rehni
- Oxyophthalmellus somalicus

## GêneroOxyopsis
- Oxyopsis acutipennis
- Oxyopsis festae
- Oxyopsis gracilis (Louva-a-deus-verde-da-américa-do-sul)[36]
- Oxyopsis lobeter
- Oxyopsis media
- Oxyopsis obtusa
- Oxyopsis oculea
- Oxyopsis peruviana[36]
- Oxyopsis rubicunda
- Oxyopsis saussurei
- Oxyopsis stali

## GêneroOxyothespis
- Oxyothespis acuticeps
- Oxyothespis alata
- Oxyothespis apostata
- Oxyothespis bifurcata
- Oxyothespis brevicollis
- Oxyothespis brevipennis
- Oxyothespis dumonti[12])
- Oxyothespis flavipennis
- Oxyothespis longicollis
- Oxyothespis longipennis
- Oxyothespis mammillata
- Oxyothespis maroccana
- Oxyothespis meridionalis
- Oxyothespis nilotica
- Oxyothespis noctivaga
- Oxyothespis parva
- Oxyothespis pellucida
- Oxyothespis persica
- Oxyothespis philbyi
- Oxyothespis senegalensis
- Oxyothespis sudanensis
- Oxyothespis tricolor
- Oxyothespis villiersi
- Oxyothespis wagneri

## GêneroOxypiloidea
- Oxypiloidea subcornuta
- Oxypiloidea tridens

## GêneroOxypilus
- Oxypilus distinctus [12]

## GêneroPachymantis
- Pachymantis bicingulata
- Pachymantis dohertii

## GêneroPanurgica
- Panurgica basilewskyi
- Panurgica compressicollis
- Panurgica duplex
- Panurgica feae
- Panurgica fratercula
- Panurgica fusca
- Panurgica langi
- Panurgica liberiana
- Panurgica mende
- Panurgica rehni

## GêneroPapubolbe
- Papubolbe curvidens
- Papubolbe eximia
- Papubolbe flava
- Papubolbe gressitti
- Papubolbe longipennis
- Papubolbe picea

## GêneroPapugalepsus
- Papugalepsus alatus
- Papugalepsus elongatus

## GêneroParablepharis
- Parablepharis kuhlii

## GêneroParamantis
- Paramantis natalensis
- Paramantis nyassana
- Paramantis prasina
- Paramantis sacra
- Paramantis togana
- Paramantis victoriana
- Paramantis viridis

## GêneroParamorphoscelis
- Paramorphoscelis gondokorensis

## GêneroParasphendale
- Parasphendale affinis[37]
- Parasphendale africana
- Parasphendale agrionina[38]
- Parasphendale albicosta
- Parasphendale costalis
- Parasphendale ghindana
- Parasphendale minor
- Parasphendale scioana
- Parasphendale stali

## GêneroParahestiasula
- Parahestiasula obscura

## GêneroParastagmatoptera
- Parastagmatoptera flavoguttata Parastagmatoptera flavoguttata - Museu de Toulouse

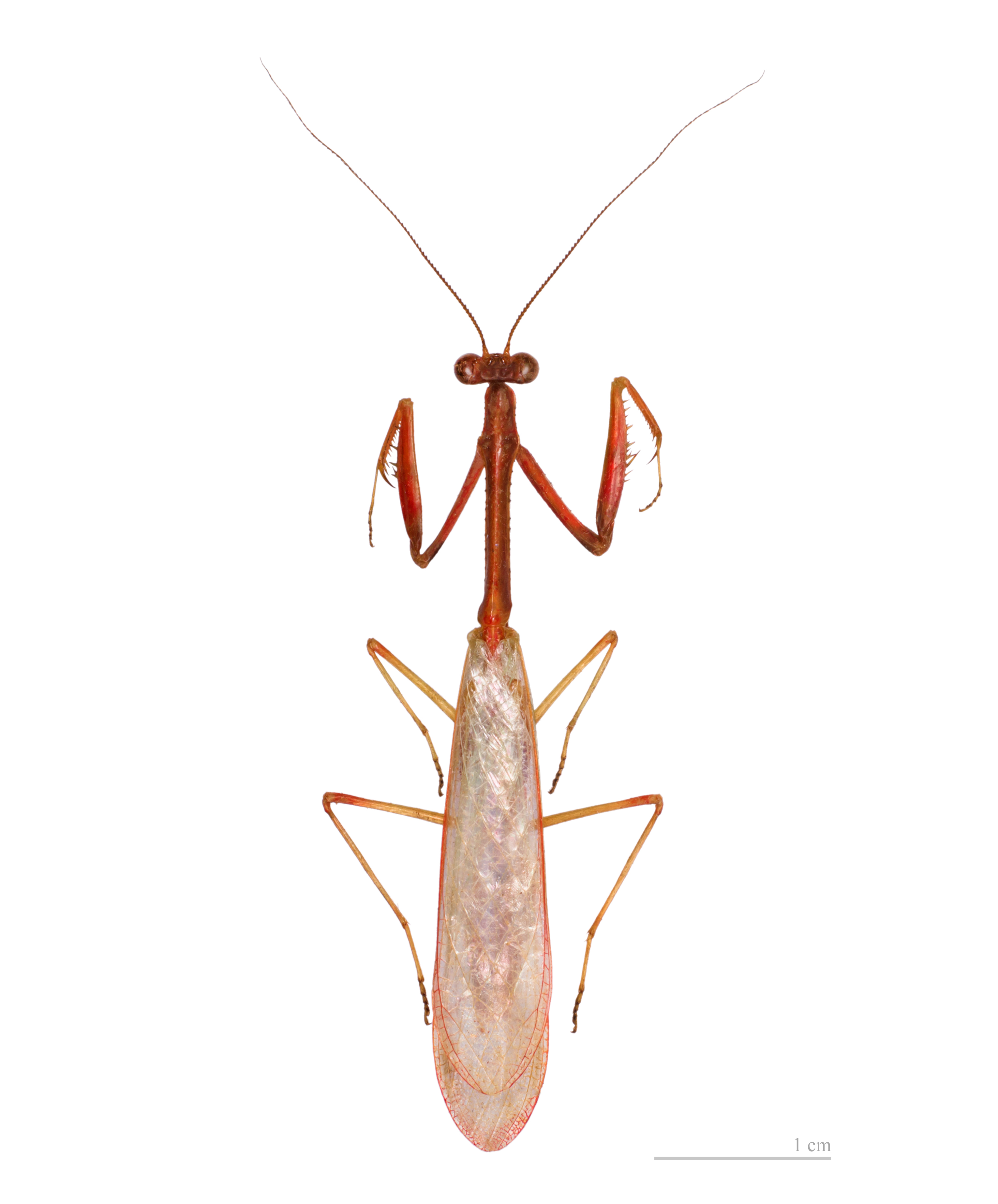
Parastagmatoptera flavoguttata - Museu de Toulouse

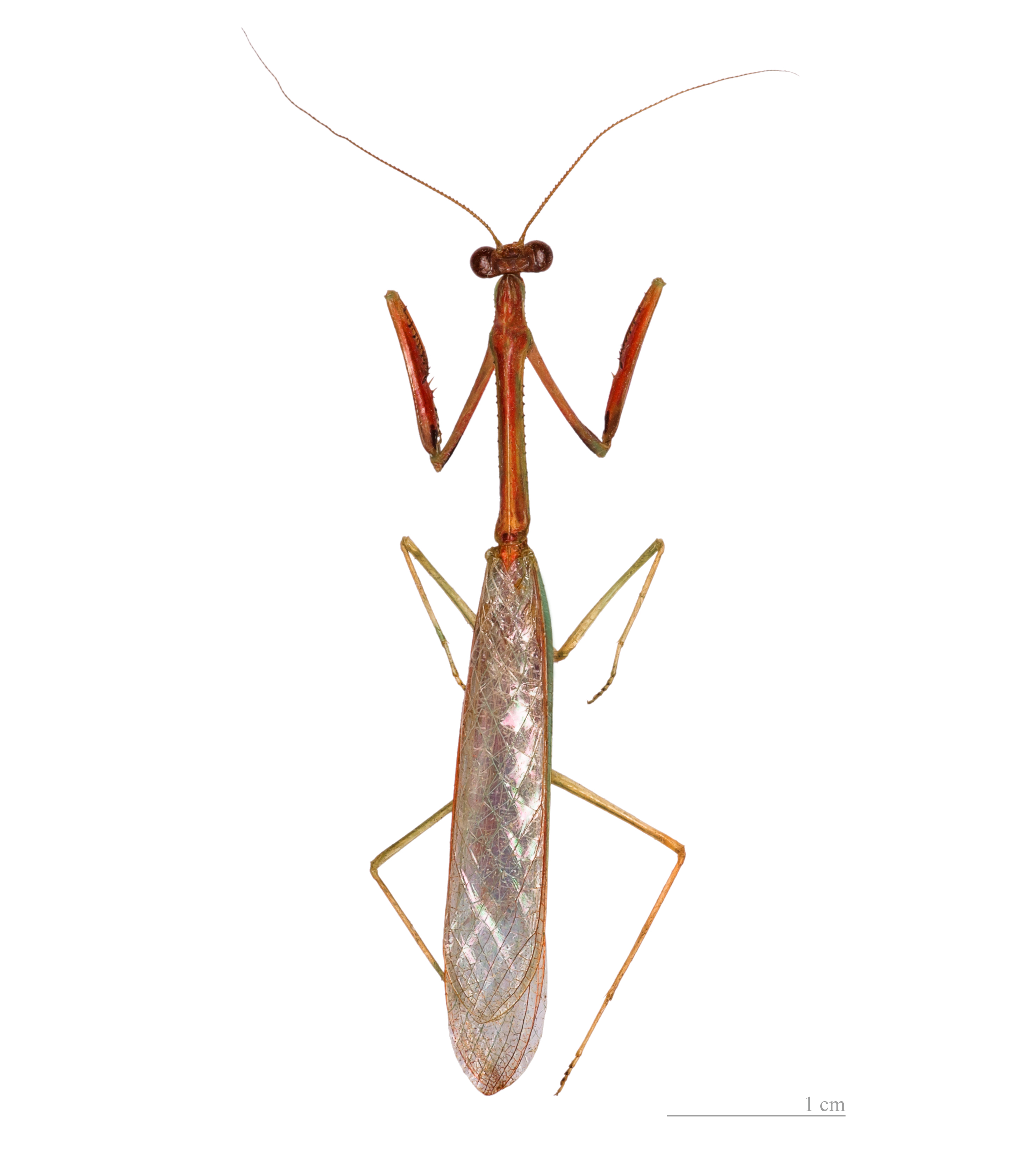
Parastagmatoptera serricornis - Museu de Toulouse

- Parastagmatoptera serricornis Parastagmatoptera serricornis - Museu de Toulouse

## GêneroParatoxodera
Paratoxodera é um gênero de Bicho-pau.
- Paratoxodera borneana (Bicho-pau de Bornéo)
- Paratoxodera cornicollis (Bicho-pau gigante da Malásia)
- Paratoxodera meggitti
- Paratoxodera pluto

## GêneroParoxyophthalmus
- Paroxyophthamus collaris
- Paroxyophthalmus nigericus
- Paroxyophthalmus ornatus
- Paroxyophthalmus savatieri

## GêneroParamorphoscelis
- Paramorphoscelis gondokorensis

## GêneroParatithrone
- Paratithrone royi

## GêneroParaoxypilus
- Paraoxypilus armatus
- Paraoxypilus distinctus
- Paraoxypilus flavifemur
- Paraoxypilus insularis
- Paraoxypilus kimberleyensis
- Paraoxypilus laticollis
- Paraoxypilus tasmaniensis
- Paraoxypilus verreauxii

## GêneroPareuthyphlebs
- Pareuthyphlebs arabica
- Pareuthyphlebs occidentalis
- Pareuthyphlebs palmonii
- Pareuthyphlebs popovi
- Pareuthyphlebs scorteccii
- Pareuthyphlebs somalica
- Pareuthyphlebs uvarovi

## GêneroParymenopus(Wood-Mason, 1890)
- Parymenopus davisoni (Wood-Mason, 1890) (Davidson's Mantis)

## GêneroPerlamantis

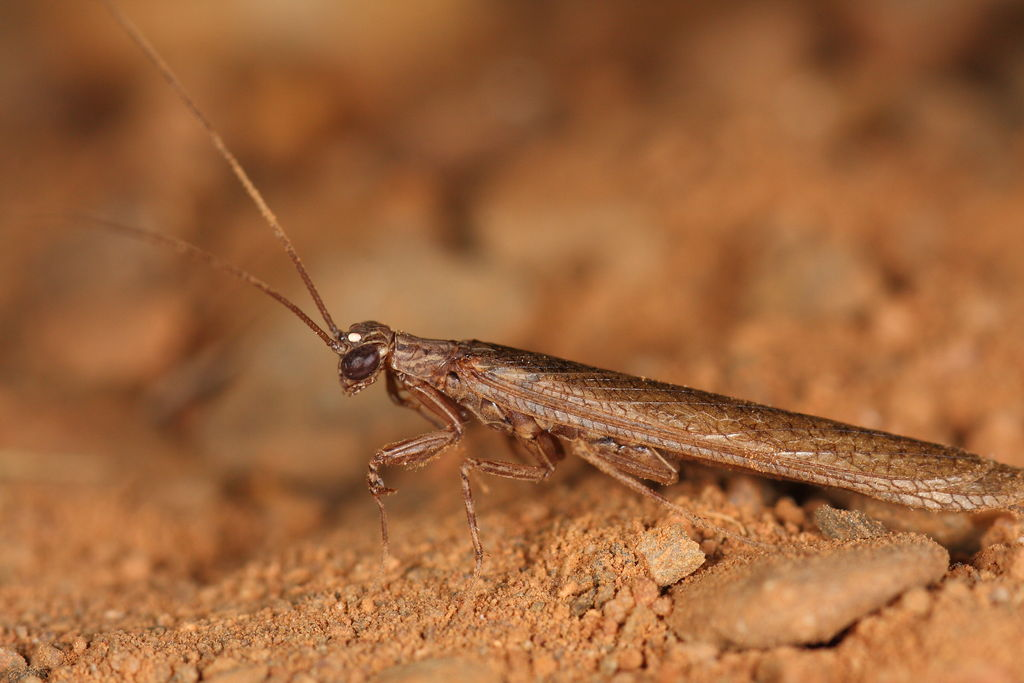
Perlamantis allibertii

- Perlamantis algerica
- Perlamantis allibertii

## GêneroPezomantis
- Pezomantis henryi

## GêneroPhthersigena
- Phthersigena centralis
- Phthersigena conspersa
- Phthersigena insularis
- Phthersigena melania
- Phthersigena minor
- Phthersigena nebulosa
- Phthersigena timorensis
- Phthersigena unicornis

## GêneroPhyllocrania
- Phyllocrania illudens (Saussure & Zehntner, 1895)
- Phyllocrania insignis (Westwood, 1843)
- Phyllocrania paradoxa (Burmeister, 1838)

## GêneroPhyllovates
Espécies de louva-a-deus-unicórnio são encontrados nesse gênero.
- Phyllovates brasiliensis
- Phyllovates brevicornis
- Phyllovates chlorophaea)[39]
- Phyllovates cingulata
- Phyllovates cornuta
- Phyllovates iheringi
- Phyllovates maya
- Phyllovates minor
- Phyllovates parallela
- Phyllovates parvula
- Phyllovates spinicollis
- Phyllovates tripunctata

## GêneroPnigomantis
- Pnigomantis medioconstricta)[12]

## GêneroPogonogaster
- Pogonogaster latens
- Pogonogaster tristani

## GêneroPolyspilota

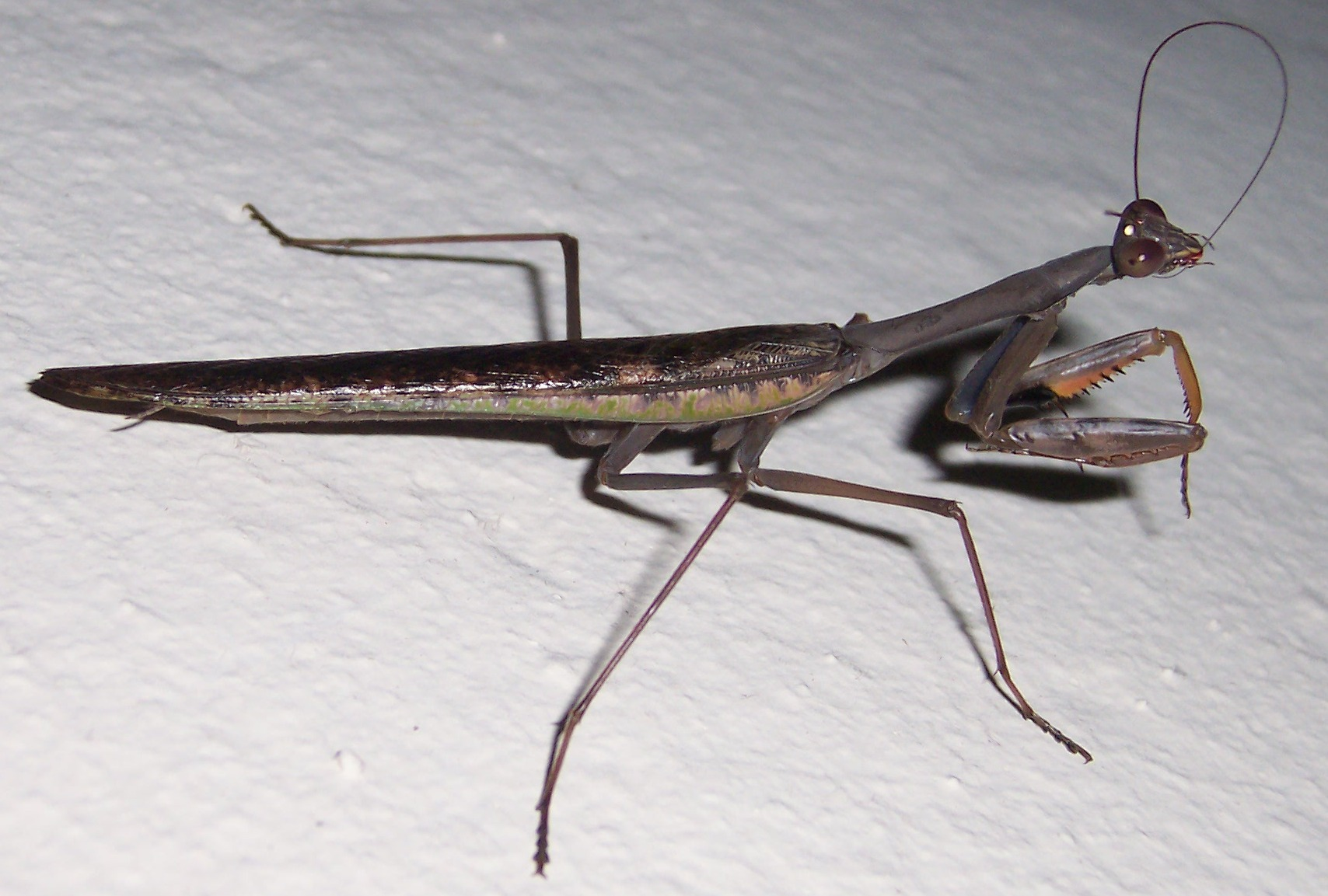
Polyspilota aeruginosa

- Polyspilota aeruginosa
- Polyspilota caffra
- Polyspilota comorana
- Polyspilota griffinii ([40]
- Polyspilota magna
- Polyspilota montana
- Polyspilota pavani
- Polyspilota robusta
- Polyspilota seychelliana
- Polyspilota voelzkowiana

## GêneroPopa
- Popa spurca

## GêneroPseudacanthops
- Pseudacanthops angulata
- Pseudacanthops caelebs
- Pseudacanthops lobipes
- Pseudacanthops spinulosa

## GêneroPseudempusa
- Pseudempusa pavonina
- Pseudempusa pinnapavonis [41]

## GêneroPseudocreobotra
- Pseudocreobotra amarae
- Pseudocreobotra ocellata
- Pseudocreobotra wahlbergii[12]

## GêneroPseudoharpax
[[File:Mating pair of Gambian Spotted-eye Flower Mantis.jpg|thumb|Pseudoharpax virescens
- Pseudoharpax abyssinicus (Beier, 1930)
- Pseudoharpax beieri (La Greca, 1950)
- Pseudoharpax crenaticollis (La Greca, 1954)
- Pseudoharpax dubius (La Greca, 1954)
- Pseudoharpax erythraeus (Giglio-Tos, 1915)
- Pseudoharpax francoisi (Bolivar, 1908)
- Pseudoharpax nigericus (Giglio-Tos, 1915)
- Pseudoharpax parallelus (La Greca, 1954)
- Pseudoharpax ugandanus (Giglio-Tos, 1915)
- Pseudoharpax virescens (Serville, 1839) [42]

## GêneroPseudomantis
- Pseudomantis albofimbriata (Stal, 1860)
- Pseudomantis albomarginata (Sjostedt, 1918)
- Pseudomantis apicalis (Saussure, 1870)
- Pseudomantis dimorpha (Werner, 1912)
- Pseudomantis hartmeyeri (Werner, 1912)
- Pseudomantis victorina (Westwood, 1889)
- Pseudomantis maculata (Saussure, 1872)

## GêneroPseudomusonia

Pseudomusonia lineativentri

- Pseudomusonia fera
- Pseudomusonia lineativentris
- Pseudomusonia maculosa
- Pseudomusonia rapax

## GêneroPseudopogonogaster
- Pseudopogonogaster mirabilis

## GêneroPseudovates
- Pseudovates arizonae [43]
- Pseudovates bidens
- Pseudovates denticulata
- Pseudovates hyalostigma
- Pseudovates longicollis
- Pseudovates paraensis
- Pseudovates peruviana [12]
- Pseudovates tolteca
- Pseudovates townsendi

## GêneroPseudoyersinia
Este gênero foi assim nomeado pela semelhança como gênero Yersiniops.
- Pseudoyersinia betancuriae
- Pseudoyersinia brevipennis
- Pseudoyersinia canariensis
- Pseudoyersinia inaspectata
- Pseudoyersinia kabilica
- Pseudoyersinia lagrecai
- Pseudoyersinia occidentalis
- Pseudoyersinia paui
- Pseudoyersinia pilipes
- Pseudoyersinia salvinae
- Pseudoyersinia subaptera
- Pseudoyersinia teydeana

## GêneroPsychomantis
- Psychomantis borneensis
- Psychomantis malayensis

## GêneroPyrgomantis
- Pyrgomantis bisignata
- Pyrgomantis congica
- Pyrgomantis fasciata
- Pyrgomantis jonesi
- Pyrgomantis mabuia
- Pyrgomantis mitrata
- Pyrgomantis nasuta
- Pyrgomantis ornatipes
- Pyrgomantis pallida
- Pyrgomantis rhodesica
- Pyrgomantis runifera
- Pyrgomantis signatifrons
- Pyrgomantis simillima
- Pyrgomantis singularis
- Pyrgomantis wellmanni

## GêneroRaptrix

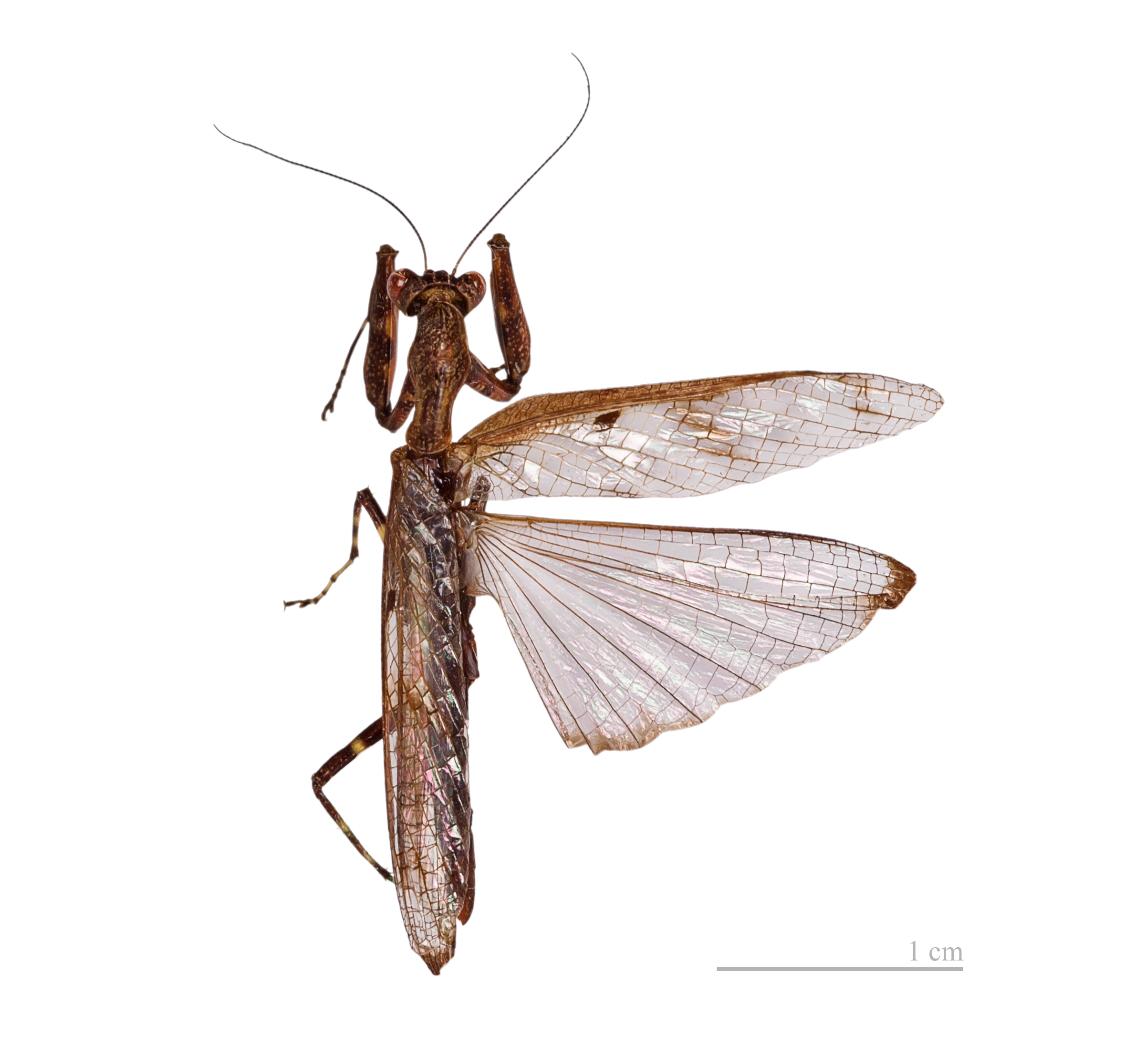
Raptrix perspicua - Museu de Toulouse

- Raptrix fusca
- Raptrix fuscata
- Raptrix intermedia
- Raptrix occidentalis
- Raptrix perspicua Raptrix perspicua - Museu de Toulouse

## GêneroRhomantis
- Rhomantis moultoni

## GêneroRhombodera
- Rhombodera basalis [44]
- Rhombodera boschmai
- Rhombodera brachynota
- Rhombodera butleri
- Rhombodera crassa
- Rhombodera doriana
- Rhombodera extensicollis
- Rhombodera extraordinaria
- Rhombodera flava
- Rhombodera fratricida
- Rhombodera fusca
- Rhombodera handschini
- Rhombodera javana
- Rhombodera keiana
- Rhombodera kirbyi
- Rhombodera laticollis
- Rhombodera latipronotum
- Rhombodera lingulata
- Rhombodera megaera
- Rhombodera mjoebergi
- Rhombodera morokana
- Rhombodera ornatipes
- Rhombodera palawanensis
- Rhombodera papuana
- Rhombodera rennellana
- Rhombodera rollei
- Rhombodera sjoestedti
- Rhombodera stalii
- Rhombodera taprobana
- Rhombodera tectiformis
- Rhombodera titania
- Rhombodera valida
- Rhombodera woodmasoni
- Rhombodera zhangi

## GêneroRivetina
- Rivetina asiatica
- Rivetina baetica
- Rivetina balcanica
- Rivetina beybienkoi
- Rivetina buettikeri
- Rivetina byblica
- Rivetina caucasica
- Rivetina compacta
- Rivetina crassa
- Rivetina dentata
- Rivetina deserta
- Rivetina dolichoptera
- Rivetina elegans
- Rivetina excellens
- Rivetina gigantea
- Rivetina inermis
- Rivetina karadumi
- Rivetina karateginica
- Rivetina laticollis
- Rivetina monticola
- Rivetina nana
- Rivetina pallida
- Rivetina parva
- Rivetina pulisangini
- Rivetina rhombicollis
- Rivetina similis
- Rivetina syriaca
- Rivetina tarda
- Rivetina varsobica

## GêneroSceptuchus
- Sceptuchus baehri
- Sceptuchus simplex

## GêneroSphodromantis

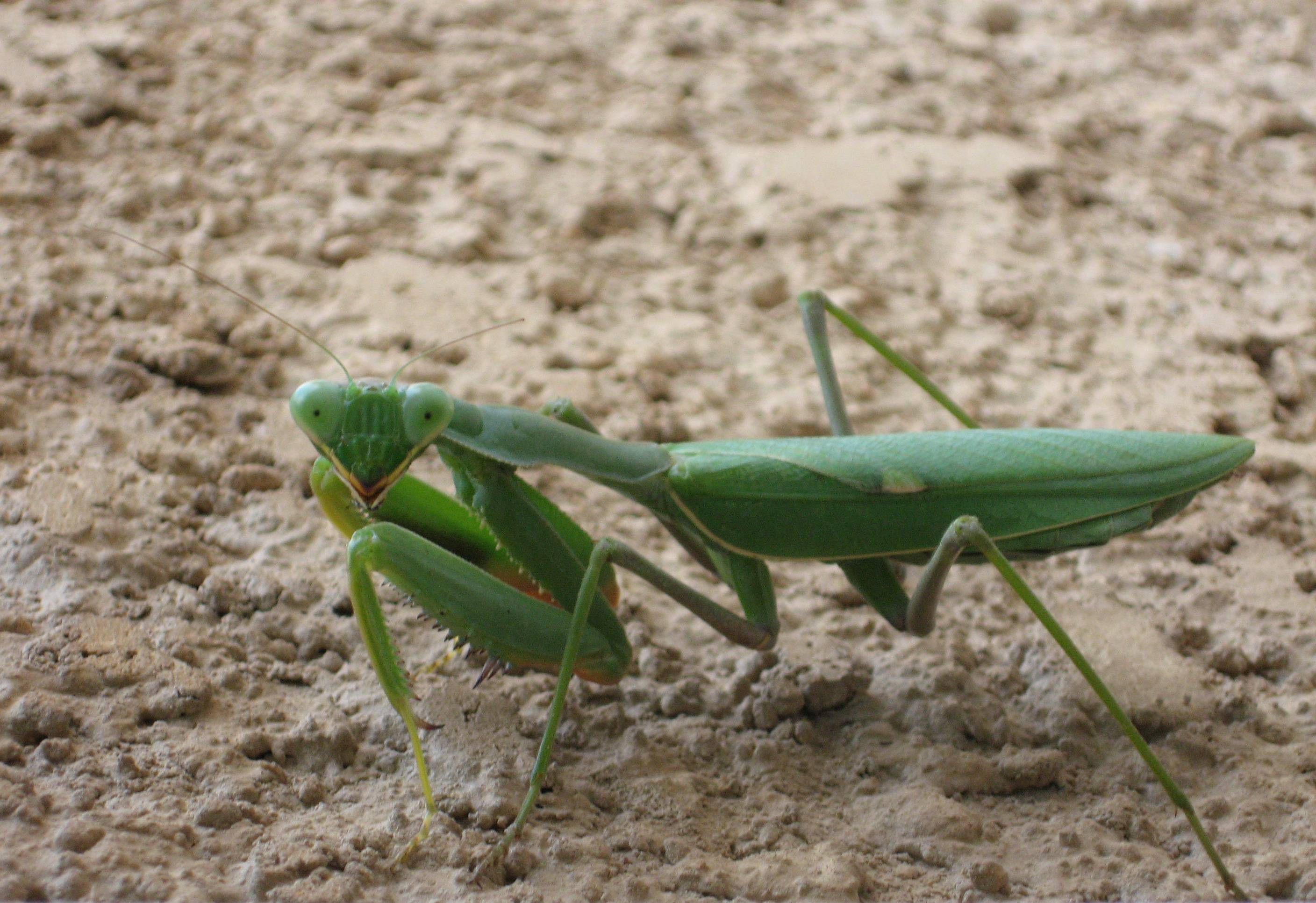
Sphodromantis viridis

Sphodromantis é um grande gênero de louva-a-deus encontrados na África.
- Sphodromantis abessinica
- Sphodromantis aethiopica
- Sphodromantis annobonensis
- Sphodromantis aurea
- Sphodromantis baccettii
- Sphodromantis balachowskyi ([45]
- Sphodromantis biocellata
- Sphodromantis centralis
- Sphodromantis citernii
- Sphodromantis congica
- Sphodromantis conspicua
- Sphodromantis elegans
- Sphodromantis elongata
- Sphodromantis fenestrata
- Sphodromantis gastrica [46]
- Sphodromantis gestri
- Sphodromantis giubana
- Sphodromantis gracilicollis
- Sphodromantis gracilis
- Sphodromantis hyalina
- Sphodromantis kersteni
- Sphodromantis lagrecai
- Sphodromantis lineola
- Sphodromantis obscura
- Sphodromantis pachinota
- Sphodromantis pardii
- Sphodromantis pavonina
- Sphodromantis quinquecallosa
- Sphodromantis royi
- Sphodromantis rubrostigma
- Sphodromantis rudolfae
- Sphodromantis tenuidentata
- Sphodromantis trimacula
- Sphodromantis viridis [26]

## GêneroSphodropoda
- Sphodropoda lepida
- Sphodropoda loripes
- Sphodropoda quinquedens
- Sphodropoda tristis
- Sphodropoda viridis

## GêneroStagmatoptera
- Stagmatoptera abdominalis
- Stagmatoptera binotata
- Stagmatoptera biocellata
- Stagmatoptera femoralis
- Stagmatoptera flavipennisStagmatoptera flavipennis - Museu de Toulouse

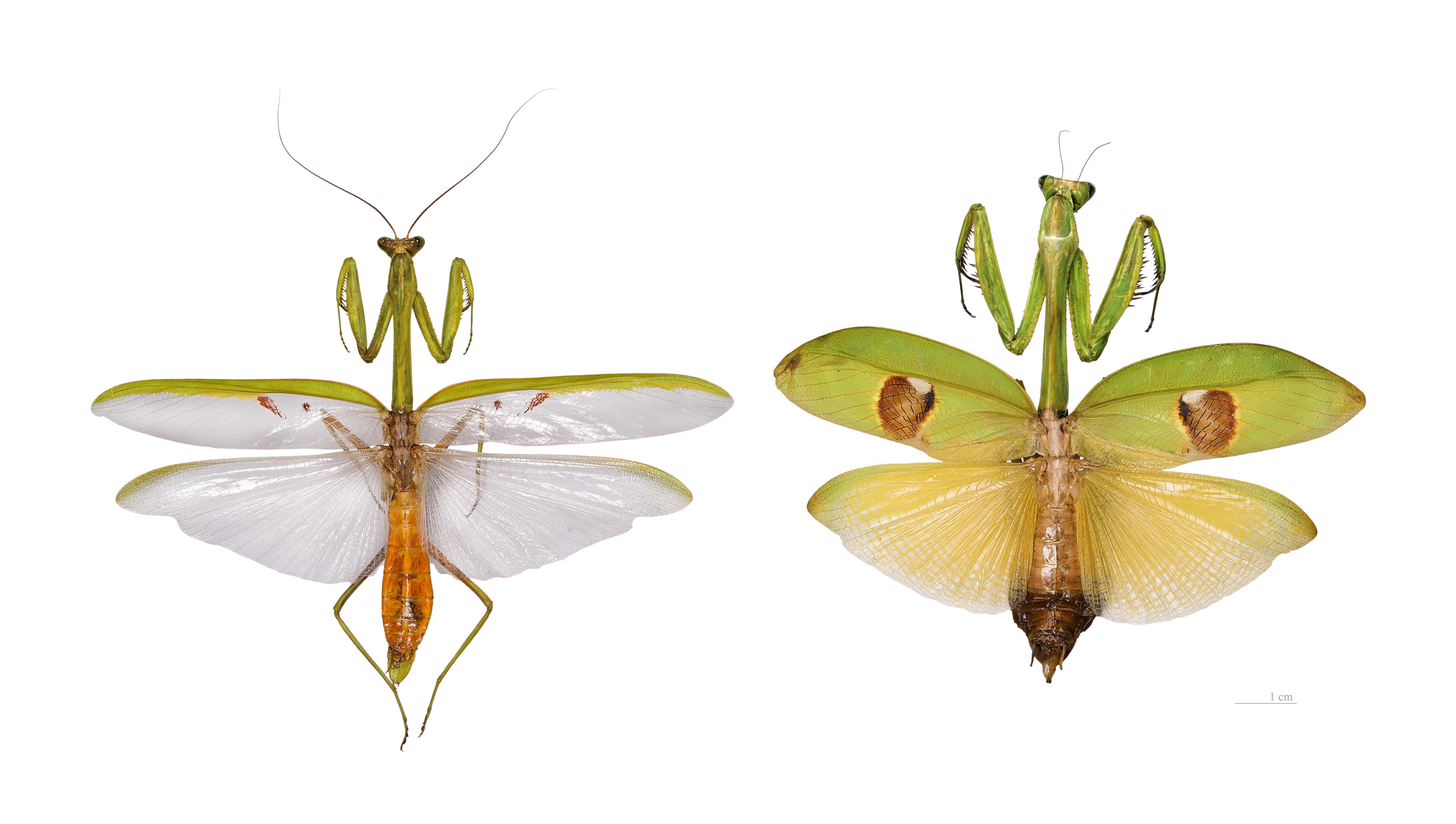
Stagmatoptera supplicaria - Museu de Toulouse

- Stagmatoptera hyaloptera[47])
- Stagmatoptera luna
- Stagmatoptera nova
- Stagmatoptera pia
- Stagmatoptera praecaria
- Stagmatoptera reimoseri
- Stagmatoptera septentrionalis

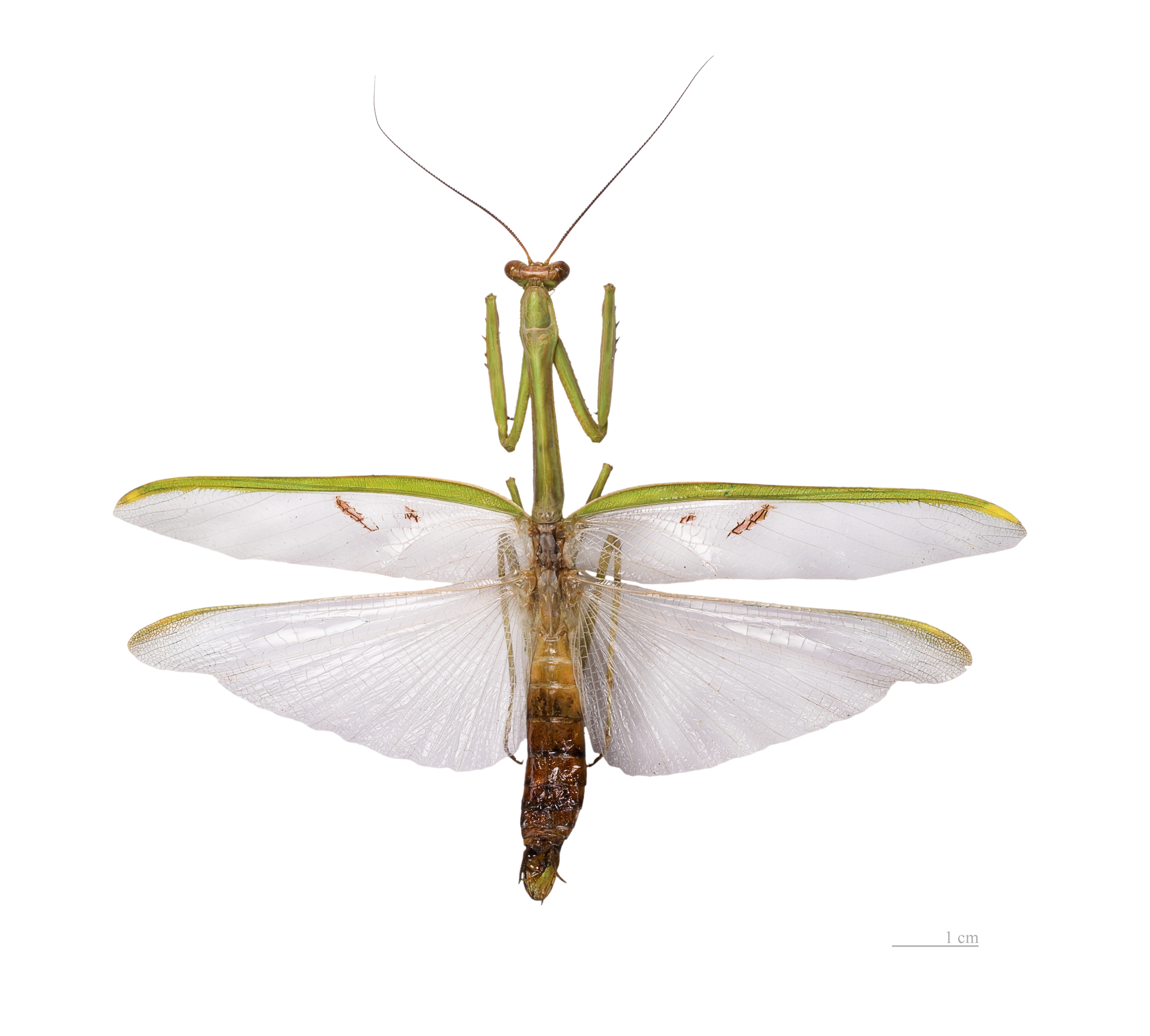
Stagmatoptera flavipennis - Museu de Toulouse

- Stagmatoptera supplicaria Stagmatoptera supplicaria - Museu de Toulouse
- Stagmatoptera vischeri

## GêneroStagmomantis

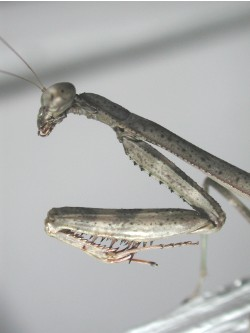
Stagmomantis carolina

O gênero Stagmomantis são encontrados na América do Norte, América Central, e América do Sul.
- Stagmomantis amazonica
- Stagmomantis californica
- Stagmomantis carolina
- Stagmomantis centralis
- Stagmomantis colorata
- Stagmomantis domingensis
- Stagmomantis floridensis
- Stagmomantis fraterna
- Stagmomantis gracilipes
- Stagmomantis hebardi
- Stagmomantis heterogamia
- Stagmomantis limbata [48]
- Stagmomantis montana
- Stagmomantis nahua
- Stagmomantis paraensis
- Stagmomantis parvidentata
- Stagmomantis theophila
- Stagmomantis venusta
- Stagmomantis vicina

## GêneroStatilia
- Statilia agresta
- Statilia apicalis
- Statilia chayuensis
- Statilia flavobrunnea
- Statilia maculata
- Statilia nemoralis
- Statilia ocellata
- Statilia pallida
- Statilia parva
- Statilia spanis
- Statilia viridibrunnea

## GêneroStenophylla
- Stenophylla cornigera
- Stenophylla lobivertex

## GêneroSibylla(Stal, 1856)
- Sibylla (Stal, 1856)
  - Sibylla dives (Giglio-Tos, 1915)
  - Sibylla dolosa (Roy, 1975)
  - Sibylla limbata (Giglio-Tos, 1915)
  - Sibylla maculosa (Roy, 1996)
  - Sibylla marmorata (Roy, 1996)
  - Sibylla polyacantha (Gerstaecker, 1889)
  - Sibylla pretiosa (Stal, 1856) [49]
- Sibyllopsis (Roy, 1996)
  - Sibyllopsis griffinii (Giglio-Tos, 1915)
  - Sibyllopsis operosa (Roy, 1996)
  - Sibyllopsis pannulata (Karsch, 1894)
  - Sibyllopsis punctata (Roy, 1996)
  - Sibyllopsis vanderplaetseni (Roy, 1963)

## GêneroTamolanica
- Tamolanica andaina
- Tamolanica atricoxis
- Tamolanica denticulata
- Tamolanica dilena
- Tamolanica katauana
- Tamolanica leopoldi
- Tamolanica pectoralis
- Tamolanica phryne
- Tamolanica splendida
- Tamolanica tamolana[51]

## GêneroTaumantis
- Taumantis cephalotes
- Taumantis globiceps
- Taumantis sigiana

## GêneroTarachina
- Tarachina brevipennis
- Tarachina congica
- Tarachina constricta
- Tarachina occidentalis
- Tarachina rammei
- Tarachina raphidioides
- Tarachina schultzei
- Tarachina seriepunctata
- Tarachina transvaalensis
- Tarachina werneri
- Tarachina zernyi

## GêneroTarachodes[12][52]
- Tarachodes abyssinicus
- Tarachodes afzelli[52]
- Tarachodes alluaudi
- Tarachodes aestuans
- Tarachodes arabicus
- Tarachodes basinotatus
- Tarachodes beieri
- Tarachodes betakarschi
- Tarachodes bicornis
- Tarachodes bispinosus
- Tarachodes brevipennis
- Tarachodes chopardi
- Tarachodes circulifer
- Tarachodes circuliferoides
- Tarachodes davidi
- Tarachodes dissimulator
- Tarachodes dives
- Tarachodes feae
- Tarachodes fraterculus
- Tarachodes fuscipennis
- Tarachodes gerstaeckeri
- Tarachodes gibber
- Tarachodes gigas
- Tarachodes gilvus
- Tarachodes griseus
- Tarachodes griseus
- Tarachodes haedus
- Tarachodes insidiator
- Tarachodes karschi
- Tarachodes lucubrans
- Tarachodes maculisternum
- Tarachodes maurus
- Tarachodes maurus
- Tarachodes minor
- Tarachodes modesta
- Tarachodes monstrosus
- Tarachodes namibiensis
- Tarachodes natalensis
- Tarachodes nubifer
- Tarachodes nyassanus
- Tarachodes obscuripennis
- Tarachodes obtusiceps
- Tarachodes okahandyanus
- Tarachodes oxynotus
- Tarachodes perloides
- Tarachodes pilosipes
- Tarachodes pujoli
- Tarachodes rhodesicus
- Tarachodes robustus
- Tarachodes rotundiceps
- Tarachodes sanctus
- Tarachodes saussurei
- Tarachodes schulthessi
- Tarachodes severini
- Tarachodes similis
- Tarachodes sjostedti
- Tarachodes smithi
- Tarachodes taboranus
- Tarachodes tananus
- Tarachodes taramassi
- Tarachodes ugandensis
- Tarachodes usambaricus
- Tarachodes vitreus
- Tarachodes werneri

## GêneroTenodera

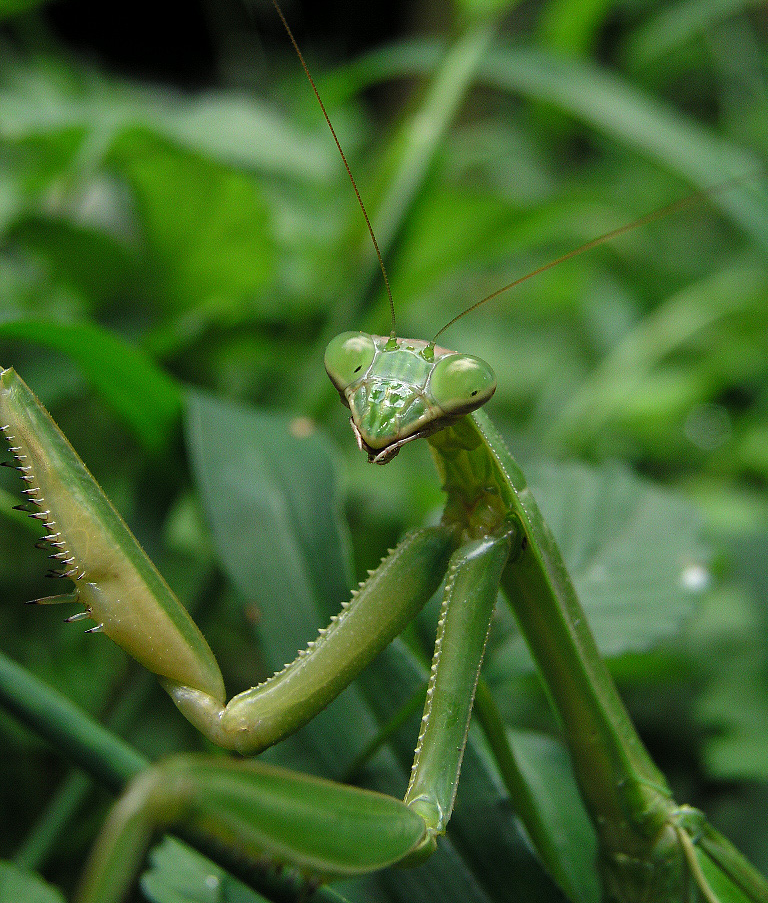
Adult female Tenodera sinensis

São conhecidos como Tenodera  na Ásia, África, Austrália e América do Norte.
- Tenodera sinensis (Saussure, 1871)
- Tenodera aridifolia (Stoll, 1813)
- Tenodera australasiae (Leach, 1814)
- Tenodera acuticauda (Yang, 1997)
- Tenodera superstitiosa (Fabricius, 1781)
- Tenodera fasciata (Olivier, 1792)
- Tenodera brevipennis (Saussure, 1871)
- Tenodera gambiensis (Beier, 1931)
- Tenodera stotzneri (Werner, 1929)
- Tenodera caudafissilis (Wang, 1992)
- Tenodera capitata (Saussure, 1869)
- Tenodera chloreudeta (Burmeister, 1838)
- Tenodera costalis (Blanchard, 1853)
- Tenodera equatoriana (La Greca, 1993)
- Tenodera herbacea (Serville, 1839)
- Tenodera houyi (Werner, 1928)
- Tenodera intermedia (Saussure, 1870)
- Tenodera iringana (Giglio-Tos, 1912)
- Tenodera nimbana (Roy, 1963)
- Tenodera parasinensis (Otte & Spearman, 2004)
- Tenodera philippina (Beier, 1929)
- Tenodera rungsi (Uvarov, 1935)

## GêneroTheopompa
- Theopompa borneana
- Theopompa burmeisteri
- Theopompa ophthalmica
- Theopompa servillei
- Theopompa tosta

## GêneroTheopropus
- Theopropus borneensis
- Theopropus cattulus
- Theopropus elegans[53], Asian boxer mantis [11]

## GêneroThesprotia
- Thesprotia brasiliensis
- Thesprotia brevis
- Thesprotia caribea
- Thesprotia filum
- Thesprotia fuscipennis
- Thesprotia gigas
- Thesprotia graminis [12]
- Thesprotia infumata
- Thesprotia insolita
- Thesprotia macilenta
- Thesprotia maculata
- Thesprotia pellucida
- Thesprotia simplex
- Thesprotia subhyalina

## GêneroThesprotiella
- Thesprotiella bicorniculata
- Thesprotiella festae
- Thesprotiella fronticornis
- Thesprotiella peruana
- Thesprotiella similis

## GêneroThrinaconyx
- Thrinaconyx fumosa
- Thrinaconyx kirschianus

## GêneroTithrone

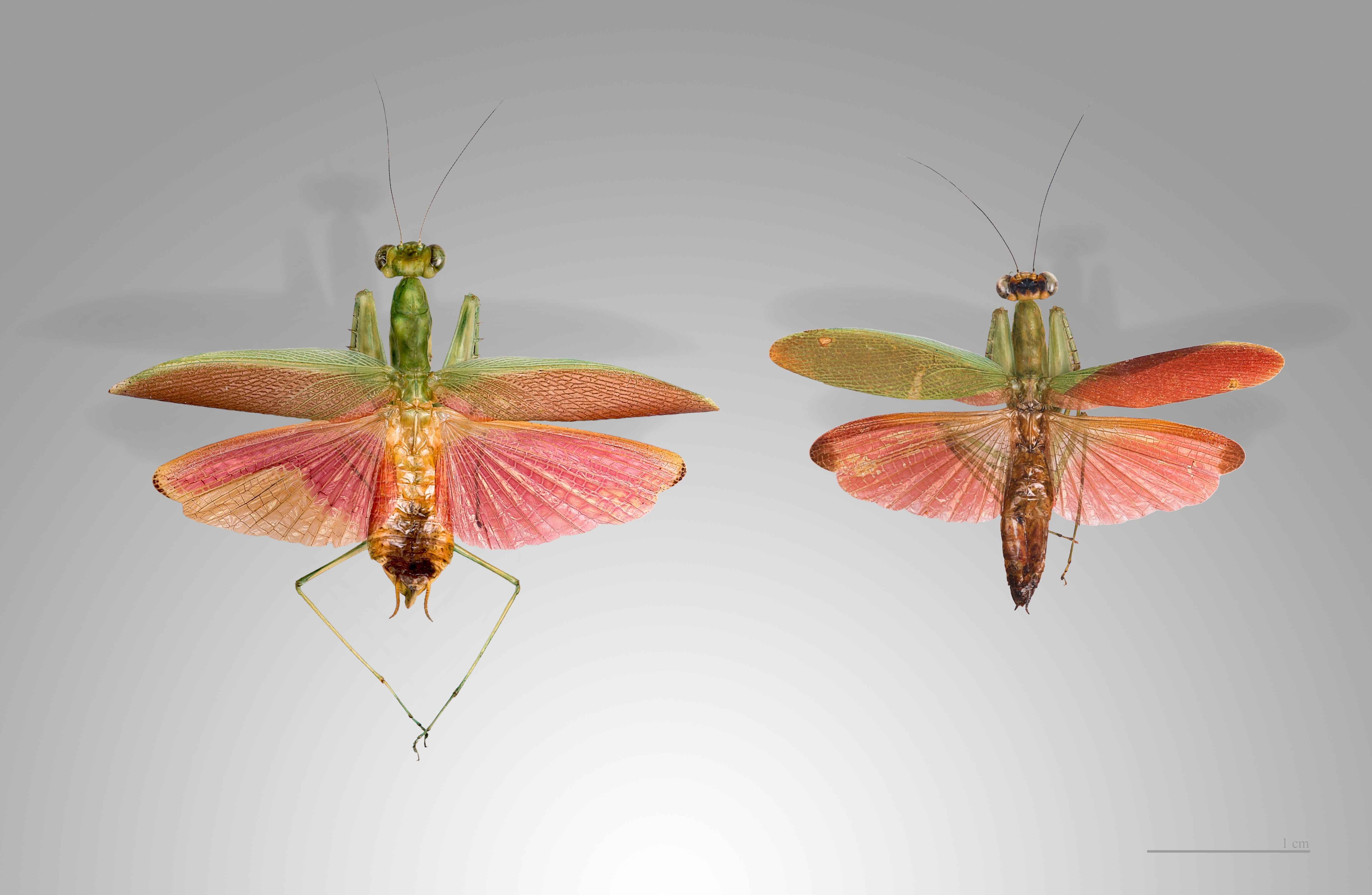
Tithrone roseipennis - Museu de Toulouse

- Tithrone catharinensis
- Tithrone clauseni
- Tithrone corseuili
- Tithrone laeta
- Tithrone latipennis
- Tithrone major
- Tithrone roseipennis Tithrone roseipennis - Museu de Toulouse

## GêneroTropidomantis
- Tropidomantis guttatipennis
- Tropidomantis iridipennis
- Tropidomantis yunnanensis
- Tropidomantis gressitti
- Tropidomantis tenera

## GêneroToxodera
- Toxodera denticulata
- Toxodera fimbriata
- Toxodera integrifolia
- Toxodera maculata
- Toxodera monstrosa

## GêneroToxoderopsis
- Toxoderopsis spinigera
- Toxoderopsis taurus

## GêneroToxomantis
- Toxomantis sinensis
- Toxomantis westwoodi

## GêneroVates

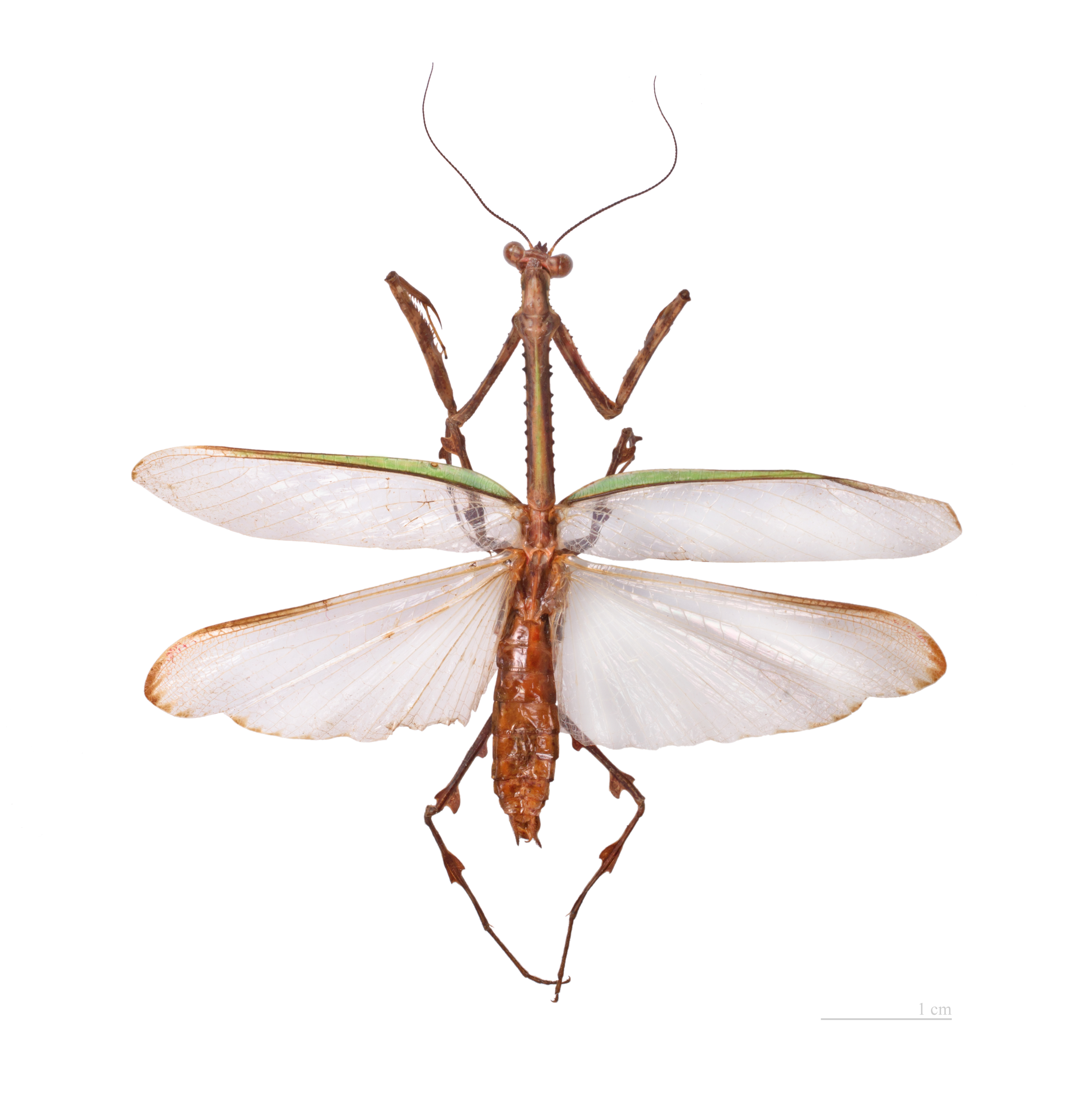
Vates multilobata - Museu de Toulouse

- Vates amazonica
- Vates biplagiata
- Vates boliviana
- Vates festae
- Vates foliata
- Vates lobata
- Vates luxuriosa
- Vates multilobataVates multilobata - Museu de Toulouse
- Vates obscura
- Vates pectinata
- Vates pectinicornis
- Vates peruviana
- Vates serraticornis
- Vates weyrauchi

## GêneroYersiniops
Membros desse gênero são comumente chamados de louva-a-deus-terrestre. E o gênero Pseudoyersinia são similares.
- Yersiniops newboldi
- Yersiniops solitaria[54]
- Yersiniops sophronica [55]

## GêneroZoolea[12]
- Zoolea borellii
- Zoolea gigas
- Zoolea guerinii
- Zoolea lobipes
- Zoolea major
- Zoolea minor
- Zoolea orba

## Famílias
De acordo com a taxonomia mais recente, todos os gêneros de louva-a-deus, agora pertencem a uma das seguintes famílias;
- Acanthopidae
- Amorphoscelididae
- Chaeteessidae
- Empusidae
- Eremiaphilidae
- Hymenopodidae
- Iridopterygidae
- Liturgusidae
- Mantidae
- Mantoididae
- Metallyticidae
- Sibyllidae
- Tarachodidae
- Thespidae
- Toxoderidae